# Streichholz

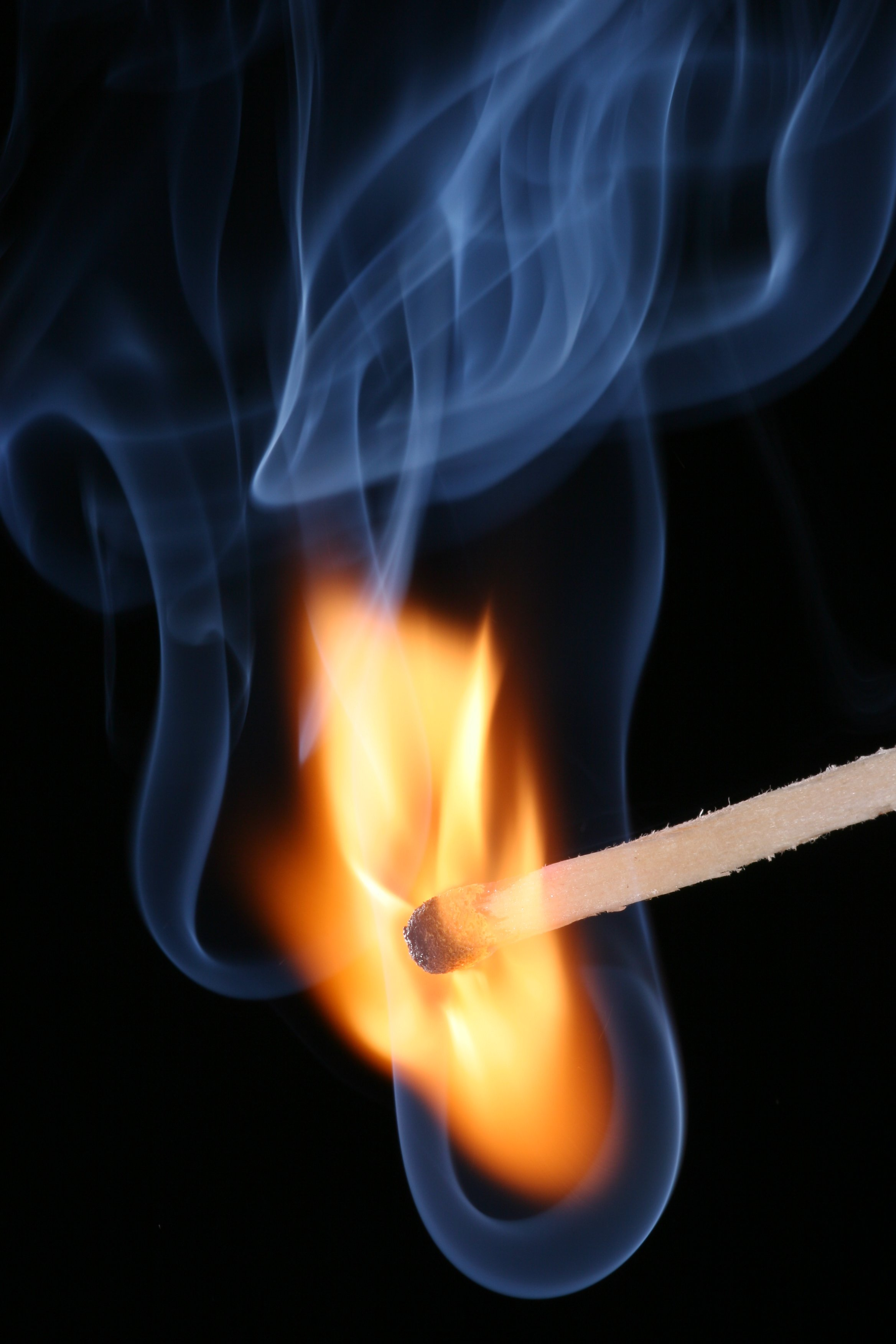
Ein entzündetes Streichholz

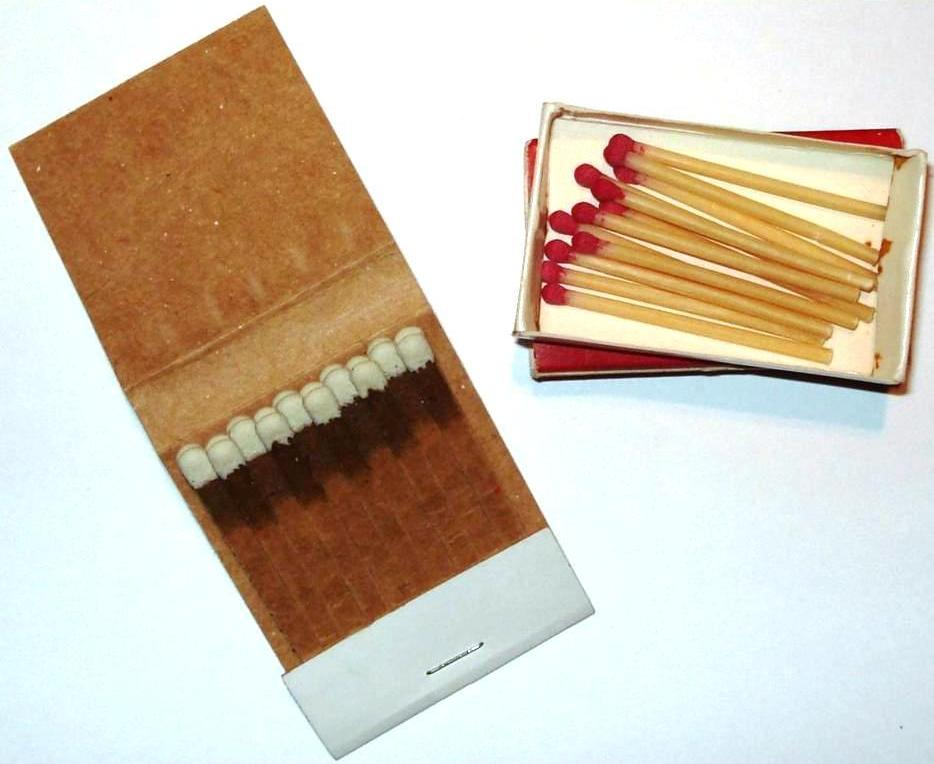
Streichhölzer aus Pappe im Briefchen und Streichhölzer aus Papier mit Wachsüberzug (Vesta)

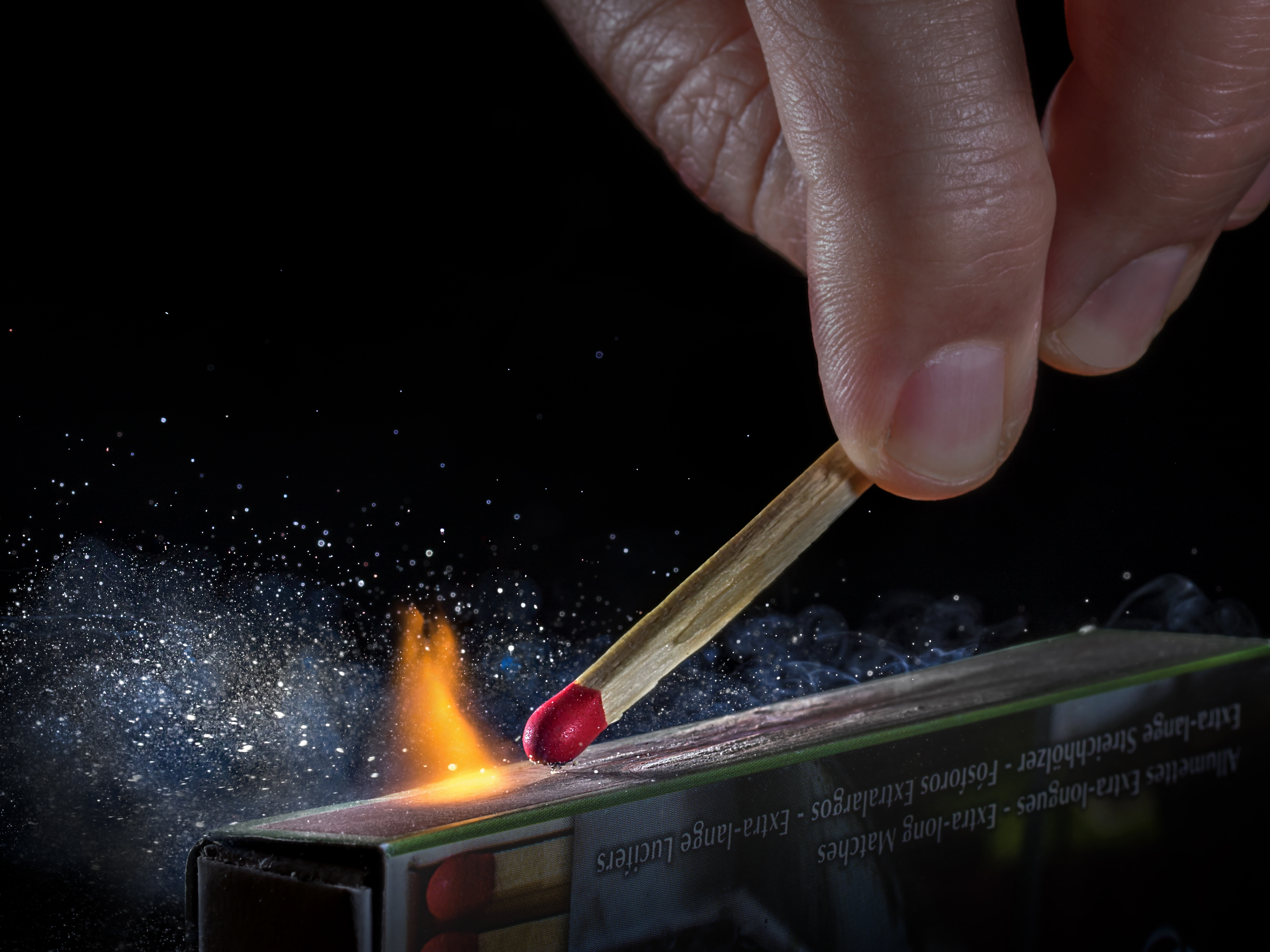
Reaktion beim Reiben des Streichholzes auf der Reib-Fläche

Ein Streichholz oder Zündholz, veraltet Schwefelholz, ist ein Stäbchen zum Entfachen eines Feuers. Es besteht aus einem Schaft aus Holz, Pappe oder Papier, an dessen Ende ein Zündkopf angebracht ist. Durch Reiben des Zündkopfes an einer Reibfläche entzündet er sich und bringt das Streichholz zum Brennen.
Die ersten praktisch einsetzbaren Zündhölzer kamen Anfang des 19. Jahrhunderts auf den Markt. In der Anfangsphase waren sie unzuverlässig, explosionsträchtig und enthielten sehr giftige Stoffe, insbesondere weißen Phosphor. Seit den 1850er Jahren gibt es die Sicherheitszündhölzer, so wie sie noch heute in Gebrauch sind.
Obwohl die Worte Streich- und Schwefelholz früher häufig synonym verwendet wurden, ist das Schwefelholz eigentlich ein Vorläufer des modernen Streichholzes. Es wird im Abschnitt Geschichte beschrieben.

## Geschichte

### Übersicht
- Schwefelhölzer werden seit mindestens 2000 Jahren als Anzündhilfe verwendet, um Feuer zu machen.
- Im 17.–19. Jahrhundert werden Fidibusse zum Entzünden von Pfeifentabak verwendet.
- Die Entdeckung des Phosphors 1669 ermöglichte eine einfache, chemische Zündung.
- Frühe Zündhölzer entstanden zwischen 1780 und 1830 und verwendeten u. a. Phosphor oder das 1787 entdeckte Kaliumchlorat.
- Um 1826 erfand der englische Apotheker John Walker das erste echte Streichholz mit Reibungszündung. Das neue Zündprinzip wurde mit den Lucifer-Streichhölzern der breiteren Öffentlichkeit bekannt.
- Die ersten zuverlässigen Streichhölzer, patentiert 1836 vom ungarischen Chemiestudenten János Irinyi, waren Phosphorstreichhölzer. In der entstehenden Zündholzindustrie litten die Arbeiter unter Vergiftungen und Berufskrankheiten durch weißen Phosphor. Die selbstentzündlichen Phosphorhölzchen waren nicht ungefährlich.
- Um 1844 erfand der schwedische Chemiker Gustaf Erik Pasch das Sicherheitsstreichholz, dessen entscheidender Vorteil ein auf Zündkopf und die neue, spezielle Reibfläche verteilter Zündmechanismus ist. Es braucht keinen weißen Phosphor.
- Der schwedische Kaufmann Carl Frans Lundström verhalf dem Sicherheitsstreichholz ab 1855 zum Erfolg und schuf die Grundlage für die dominierende schwedische Zündholzindustrie.
- 1906 wurde in einer internationalen Konvention in Bern (orig. Convention internationale sur l’interdiction de l’emploi du phosphore blanc (jaune) dans l’industrie des allumettes) das Verbot der Verwendung von weißem Phosphor zur Streichholzherstellung weltweit beschlossen.[1]
- Der schwedische Unternehmer Ivar Kreuger gründete den Konzern STAB, heute Swedish Match, und versuchte ein weltweites Zündwarenmonopol zu errichten, das in Deutschland ab 1930 gesetzlich garantiert war.
- Die Streichholzproduktion erreichte um 1958 ihren Höhepunkt, zu dem in den USA etwa 40 Milliarden Streichhölzer pro Jahr produziert wurden. Ein Großteil waren Werbeartikel.

### Schwefelhölzer

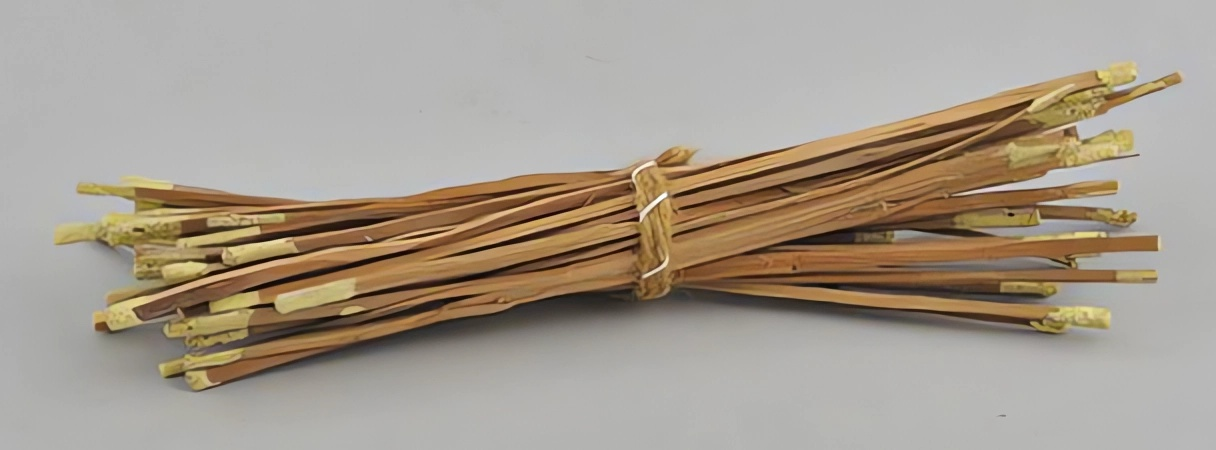
Schwefelhölzchen

Schwefelhölzer, frühe Vorläufer der Streichhölzer, sind spitz zulaufende Holzstäbchen, deren Spitzen mit Schwefel beschichtet sind. Sie erleichtern den Übergang von glimmendem Zunder zu einer offenen Flamme. Das Holz für sich ist recht schwer entzündlich und würde im Kontakt mit der Glut lediglich verkohlen. Der Schwefel hat eine niedrige Zündtemperatur und dient hier als eine Art Zwischenbrennstoff, der sich an der Glut entzündet und die Flamme auf das Holz überträgt. Zumindest in vulkanischen Regionen mit natürlichen Schwefelvorkommen werden solche Hölzchen vermutlich schon ähnlich lange verwendet wie Zunder aus Baumpilzen, der, durch Funde nachgewiesen, seit mindestens 9000 Jahren hergestellt wird. Belegt sind sie durch Plinius den Älteren, der sie um das Jahr 77 in seiner Naturalis historia erwähnt. In China gab es sie spätestens um 950, wahrscheinlich aber schon im 6. Jahrhundert, und im 13. Jahrhundert waren sie zumindest in Hangzhou üblich. Im mittelalterlichen Europa waren sie weit verbreitet und, zusammen mit Zunderschwamm und Feuerstahl, übliches Feuerzeug. Bushcrafter verwenden sie noch heute. Im 19. Jahrhundert wurden die Worte Streich- und Schwefelholz synonym verwendet, denn auch Streichhölzer enthalten Schwefel.

### Frühe chemische Zündhölzer
Die Voraussetzungen zur Entwicklung von Zündhölzern ist eine zuverlässige chemische Zündung. 1669 entdeckte der Hamburger Alchimist Hennig Brand beim Aufarbeiten von Harn das Element Phosphor. Phosphor gibt es in verschiedenen Varianten, den Allotropen, die sich in ihrer Farbe unterscheiden und auch sonst sehr verschiedene Eigenschaften haben. Der von Brand entdeckte weiße Phosphor verblüffte durch seine Chemolumineszenz und die hohe Brandgefahr, die von ihm ausgeht. Ein Stück weißer Phosphor kann sich schon bei 50 °C selbst entzünden, feinverteilt sogar schon bei Normaltemperatur (20 °C). Er ist pyrophor. Außerdem reagiert er mit vielen Stoffen heftig, darunter Schwefel. Diese Selbstentzündlichkeit und die explosiven Reaktionen führten zu einer ersten Welle von Experimenten mit dem Ziel, Feuer zu machen. 1670 untersuchte der Naturforscher Robert Boyle Phosphor systematisch, und 1680 experimentierte er mit Schwefelhölzern, die sich mit Hilfe von Papierstreifen entzünden ließen, die mit Phosphor präpariert waren. Diese Technik ist jedoch nicht alltagstauglich, denn das Phosphorpapier muss frisch zubereitet und kann nicht bevorratet werden.

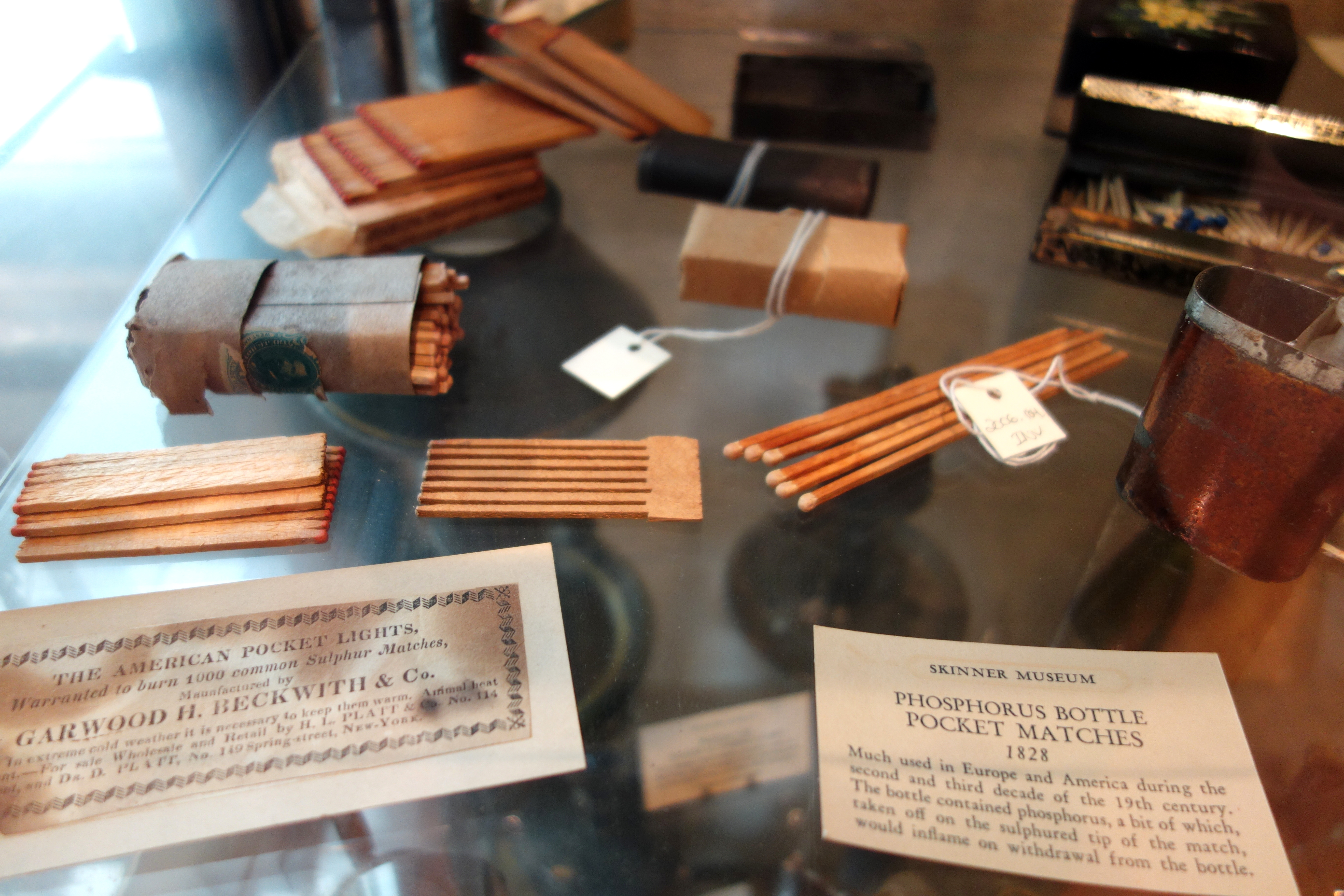
Rechts im Bild: Phosphorfläschchen mit Schwefelhölzchen (1828)

Von 1780 bis 1830 wurden viele verschiedene Gerätschaften erfunden, die sich dem Konzept des individuellen Zündholzes annäherten, und viele davon verwendeten Phosphor. Die Prioritäten dieser Erfindungen sind nicht klar. Eine große Gruppe waren Geräte mit Namen wie „Tragbare Phosphor Box“, „Phosphorfläschchen“ oder „Taschenluminar“, die aus einem luftdicht verschlossenen Röhrchen, einer Art Reagenzglas, bestehen, das innen mit einer dünnen phosphorhaltigen Beschichtung versehen ist. Um Feuer zu machen, wird das Röhrchen kurz geöffnet, ein Schwefelhölzchen an der Innenwand gerieben und zurückgezogen. An der Umgebungsluft entflammt das Hölzchen, sofern es genug Phosphor aufgenommen hat. Diese Art der Zündung ist unzuverlässig und nicht sehr sicher. Es gibt viele weitere frühe Feuerapparate, auf Phosphorbasis und anderen Prinzipien, wobei die komplexeren eher zu den Feuerzeugen gehören.
Die Entdeckung des Kaliumchlorat 1787 durch den französischen Arzt und Chemiker Claude-Louis Berthollet führte zur Entwicklung neuer Zündmechanismen. Kaliumchlorat ist ein stark brandförderndes Oxidationsmittel, das, mit einem Brennstoff kombiniert, sehr energiereiche Mischungen oder pyrotechnische Sätze ergibt. Eine solche Mischung für Zündhölzer wird Zündmasse genannt; alle modernen Mischungen enthalten Kaliumchlorat. Sätze mit Chlorat haben die Eigenschaft, sich im Kontakt mit hochprozentiger Schwefelsäure zu entzünden; diese Reaktion wurde für den ersten Zündmechanismus mit zwei Komponenten verwendet.
1805 kamen die von Jean Louis Chancel erfundenen Tunkhölzer auf den Markt, die er unter dem Namen briquet oxygéné vertrieb. Im Zündkopf dieser Hölzchen befanden sich Kaliumchlorat, Schwefel, Bindemittel und andere Komponenten, die, mit konzentrierter Schwefelsäure befeuchtet, entflammten. Die Säure wurde zum Transport auf ein Stück Asbest geträufelt, das in einer Glasphiole mit Schliffstopfen mitgeführt wurde. Der Asbest diente als säurefestes Schwämmchen und wurde nachträglich eingeführt, nachdem sich Unfälle mit Kleidung, Polstern und Teppichen gehäuft hatten. Verspritzung von Säure und fliegende Funken kamen oft vor. Trotzdem waren diese und andere Zündhölzer mit Schwefelsäurezündung lange recht verbreitet und wurden erst durch Streichhölzer verdrängt.
Die wohl ausgefeilteste Variante dieser Zündung findet sich in den Prometheus-Zündhölzern (englisch Promethean Matches). Das ursprüngliche Prinzip wurde von Arbeitern weiterentwickelt und das Ergebnis 1826 von Samuel Jones patentiert. Der Schaft besteht aus einem 8 cm langen, steifen Papierröhrchen, in dessen einem Ende eine mit Schwefelsäure gefüllte Glasperle steckt. Eine Mischung aus Kaliumchlorat, Zucker und Bindemittel umhüllt diese Ampulle und verklebt sie fest mit dem Schaft. Wird das Glas zerstört, entzündet sich die mit Säure befeuchtete Mixtur und bringt das Papier zum Brennen. Der britische Naturforscher Charles Darwin führte diese Zündhölzer während seiner Weltumsegelung mit der HMS Beagle im Juli 1832 beim Besuch einer Plantage in Brasilien seinen Gastgebern vor. Er berichtet:

“I carried with me some promethean matches, which I ignited by biting; it was thought so wonderful that a man should strike fire with his teeth that it was usual to collect the whole family to see it: I was once offered a dollar for a single one.”

„Ich hatte einige Prometheus-Zündhölzchen dabei, welche ich entzündete, indem ich darauf biss; es wurde als so wunderbar erachtet, dass ein Mann mit den Zähnen Feuer machen konnte, dass üblicherweise die ganze Familie zusammengeholt wurde, um es zu sehen: Einmal bot man mir für ein einziges einen Dollar.“

Eigentlich waren zum Knacken der Ampullen kleine Zangen vorgesehen, die auch im Set mit dekorativen Etuis erhältlich waren. Anfang des 21. Jahrhunderts wurde die Zündung einiger Prometheus-Zündhölzer aus der Zündwarensammlung Bryant & May inszeniert und dokumentiert. Das Foto eines zündenden Hölzchens ist im Abschnitt Weblinks zu finden.
In diesem Zündmechanismus bilden Säure und Zündmasse ein Zweikomponentensystem, dessen Einzelteile erst zur Zündung zusammengebracht werden. Solche Zweikomponentenzündungen sind sehr sicher, denn in Abwesenheit der zweiten Komponente ist das Risiko einer unbeabsichtigten oder spontanen Zündung sehr gering.

### Das erste Streichholz
Das erste echte Streichholz mit Reibungszündung wurde um 1826 von dem englischen Apotheker John Walker erfunden. Der Zündkopf enthielt Kaliumchlorat und Antimon(III)-sulfid und ließ sich entzünden, indem man ihn mit einem gefalteten Stück Sandpapier anriss. Die Hölzer waren sehr groß und die Zündung erforderte Geschick; da zum Zünden der sehr trägen Mischung etwas Kraft nötig ist, rissen die Zündköpfe oft ab. Walker meldete seine Erfindung nicht zum Patent an. Stattdessen nahm Samuel Jones 1830 die Produktion ganz ähnlicher Hölzchen auf, deren Köpfe zur Verbesserung der Zündfähigkeit zusätzlich Schwefel enthielten. Sie wurden unter dem Namen Jones's Lucifer Matches bekannt. Jones war auch der Erste, der seine Streichhölzer in kleinen, quaderförmigen Schachteln aus Karton anbot. Auf der Schachtel seiner Lucifers stand:

“If possible, avoid inhaling gas that escapes from the combustion of the black composition. Persons whose lungs are delicate should by no means use the Lucifers.”

„Vermeiden Sie nach Möglichkeit das Einatmen von Gas, das beim Verbrennen der schwarzen Mischung entweicht. Personen mit empfindlicher Lunge sollten auf keinen Fall die Lucifers verwenden.“

Ähnliche Hölzchen wurden auch von G. F. Watts hergestellt und als Watt’s Chlorate Lucifer Matches verkauft. Lucifer symbolisiert in der römischen Mythologie dasselbe wie die Figur Phosphoros in der griechischen: den „Lichtbringer“ und Morgenstern. Das Wort Lucifer entwickelte sich im Englischen, Niederländischen und regional auch im Deutschen zu einem Gattungsnamen. Die Zündköpfe mit Antimon(III)-sulfid funktionierten nie befriedigend, denn die Mischung ist zu zündfaul. Die Lucifers demonstrierten aber die praktischen Vorteile der Reibungszündung, die verglichen mit Säure- und Phosphorfläschchen sehr komfortabel ist.

### Phosphorstreichhölzer
Es war naheliegend, bei der Suche nach einer zuverlässigen Reibungszündung mit dem leicht- und selbstentzündlichen weißen Phosphor zu experimentieren. Die Priorität der Erfindung des Phosphorstreichholzes ist nicht klar, aber zwischen 1830 und 1834 wurden solche Hölzchen in vielen Ländern entwickelt und eingeführt. So entdeckte der französische Chemiestudent Charles Marc Sauria 1830 das Prinzip einer phosphorbasierten Reibungszündung und entwickelte bis 1831 ein funktionierendes Streichholz. Ihm fehlte aber das Geld, um ein Patent anzumelden. Erst 1884 würdigte die französische Regierung seine Erfindung und erteilte ihm die Lizenz zum Betrieb einer Tabakhandlung (französisch bureau de tabac). Seine Priorität wird angezweifelt, da er seine Ansprüche erst sehr spät geltend machte. 1832 patentierte William Newton die Vesta, ein Phosphorstreichholz mit langer Brenndauer, das eine schlanke Kerze mit Baumwolldocht als Schaft verwendet. Ähnliche Schäfte gibt es heute noch in Lateinamerika und diese Hölzchen werden Vesta genannt. Deutsche Literatur nennt manchmal Friedrich Kammerer als Erfinder, der Phosphorstreichhölzer seit 1832 in Ludwigsburg herstellte, bevor er wegen seiner republikanischen, politischen Aktivitäten zu einer Haftstrafe verurteilt wurde. In Ungarn wird die Erfindung János Irinyi zugeschrieben und auch Samuel Jones patentierte 1832 seine Fuzees, einen Zigarrenanzünder auf Phosphorbasis. Kammerers Hölzchen wurden ab 1833 auch von Friedrich Moldenhauer in Darmstadt produziert und in Wien versuchte Stefan Rómer, der bereits eine große Tunkholzfabrik betrieb, 1832 ein derart weitreichendes Privileg (Patent) auf „Friktionsfeuerzeuge mit Phosphor“ zu erlangen, dass es nach Einsprüchen zunächst abgelehnt wurde. 1834 wurde es eingeschränkt doch bewilligt und Rómer wurde zum erfolgreichsten Zündholzproduzenten Österreichs. Er stritt sich bis zu seinem plötzlichen Unfalltod erbittert mit seinen Konkurrenten auch über Patentansprüche. In ganz Europa entwickelte sich die Zündholzindustrie und in vielen Orten wurden Streichholzfabriken gebaut. Österreich war hier ein frühes Zentrum mit vielen Unternehmen, die oft sehr fortschrittlich arbeiteten.
Im Jahr 1834 eröffnete in New York ein Geschäft, das unter anderem selbstzündende Zigarren anbot. Diese Tabakwaren mit Zündkopf wurden unter dem Namen Locofocos verkauft, einer an das englische Locomotive (Lokomotive) und das italienische Fuoco (Feuer) angelehnte Wortschöpfung, die wohl „Selbstfeuerer“ bedeuten sollte. Der Namensgeber nahm fälschlich an, Lokomotive bedeute „Selbstbeweger“, obwohl das Präfix Loco- eigentlich „Ort“ bedeutet. Als sich 1835 bei einer Sitzung der Demokratischen Partei in New York die Abspaltung einer linken Gruppe anbahnte, ließ die Veranstaltungsleitung das Licht im Saal löschen, um die aufrührerischen Delegierten am Arbeiten zu hindern. Der Anekdote nach ließen sich die Abgeordneten jedoch nicht stoppen, sondern arbeiteten im Schein ihrer selbstzündenden Locofocos weiter. Die Zigarre ist längst vergessen, aber das Wort Locofocos bekam in dieser Zeit in den USA seine politische Konnotation, wo es als Bezeichnung für radikalere Anhänger der Demokratischen Partei verwendet wird.

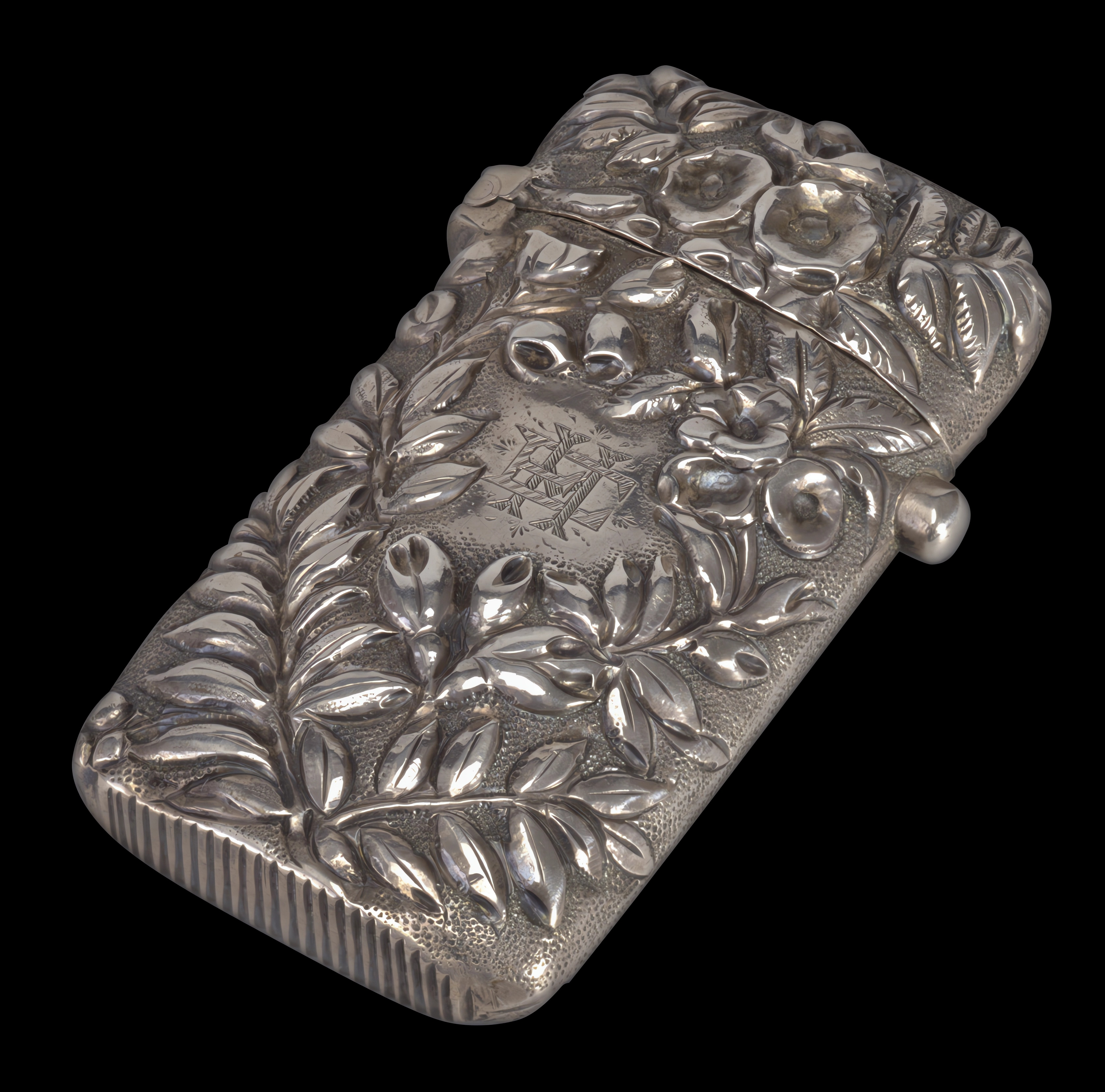
Streichholzetui ca. 1875

Die neuen Phosphorhölzchen zündeten zwar zuverlässig, aber durch den pyrophoren Phosphor eben auch unbeabsichtigt oder spontan. So enthielten die im Vereinigten Königreich ab 1835 erhältlichen und nach dem Erfinder der Congreve’schen Rakete benannten Congreves bei ihrer Einführung 20 % Phosphor. Die Qualität dieser Hölzchen konnte stark verbessert werden, indem neben anderen Anpassungen der Mischung der Phosphoranteil auf 5 % reduziert wurde. Um eine spontane Selbstentzündung zu vermeiden, gab es besonders luftdichte Streichholzetuis, die den Phosphor vom Luftsauerstoff abschirmten. Die Etuis waren häufig mit einer geriffelten Fläche versehen, die zum Anreißen der Streichhölzer diente. Auch Hölzchen in Kammform, die durch Abbrechen vereinzelt werden, wurden für Phosphorzünder entwickelt, denn diese Anordnung verhindert, dass sich die Zündköpfe aneinander reiben. Die Streichhölzer verursachten schwere Brände, insbesondere wenn in Betrieben, Lagern oder auf dem Transport große Mengen Zündmasse involviert waren. Die Phosphorhölzchen waren so gefährlich, dass sie in einigen Regionen quasi sofort verboten wurden, so auch in Hannover:

„Da die neuerdings in Gebrauch gekommenen Reibzündwerkzeuge sich als feuergefährlich erwiesen haben, so wird mit Genehmigung Königlicher Ministerii des Inneren hiermit verfügt: Der Vertrieb der sogenannten Reibzünder, des Reibschwammes * und aller Zündwerkzeuge, welche sich durch Reiben an einer rauhen Fläche entzünden, wird bei Vermeidung der Confiscation und einer Geldstrafe von 5 bis 10 Thalern untersagt. […]“

Diese Verbote wurden schnell wieder aufgehoben, gelockert, umgangen oder ignoriert, denn die Zündhölzer waren, verglichen mit den alten Schlagfeuerzeugen, ein echter Fortschritt. Phosphorstreichhölzer wurden zum Erfolg, obwohl sie gefährlich waren, denn sie waren für viele Verbraucher bezahlbar und funktionierten sehr zuverlässig.
Phosphorstreichhölzer wurden nicht nur in Fabriken, sondern oft auch im häuslichen Umfeld in kleinen Familienbetrieben hergestellt, denn die frühe Zündholzfertigung war reine Handarbeit mit wenig Gerät. Diese Hausmacherei oder Hausindustrie genannte Art der Produktion war in sehr armen Regionen, in Deutschland vor allem in Gebirgsgegenden z. B. im Erzgebirge, Riesengebirge und im Bayerischen Wald verbreitet, in der Schweiz in Frutigen. In Neustadt am Rennsteig, einem alten Zentrum der Feuerschwammproduktion, sattelten viele Hausbetriebe notgedrungen auf die Herstellung der neuen Hölzchen um, denn Zunder wurde schnell zum Nischenprodukt.
Ein typisches Phosphorstreichholz besteht aus einem Holzschaft, dessen Spitze erst mit Schwefel beschichtet und dann mit einem Zündkopf versehen wird. Die Herstellung beginnt mit einem Bündel roher Schäfte, die entweder zusammengebunden oder in einen Ring gespannt werden, in dem sie so gegeneinander verdreht werden, dass sie sich im Ring verkeilen. Dabei spreizen sich die Spitzen der Schäfte und entfernen sich voneinander, sodass Raum für die Tauchbehandlung entsteht. Die Spannringe haben in etwa den Durchmesser einer Kaffeetasse. Nach dem Tunken in geschmolzenen Schwefel wird der überschüssige erstarrte Tropfen an der Schaftspitze auf einem rauen Brett abgerieben. Der Schwefel ermöglicht, genau wie beim Schwefelhölzchen, die Übertragung der Flamme auf das Holz, denn der Zündkopf allein reicht hierfür nicht aus. Die Zündmasse enthält Phosphor sowie Oxidations- und Bindemittel wie Kaliumchlorat und Gummi arabicum und wird mit Wasser zu einem Schlicker angerührt. Zum Tunken wird die Emulsion beheizt, um sie fließfähig zu halten. Nach dem Trocknen wird das Bündel aus dem Ring befreit und die fertigen Hölzchen werden verpackt.
Die Zündung solcher Phosphorstreichhölzer mit Kaliumchlorat als Oxidationsmittel scheint in den frühen Jahren oft recht heftig verlaufen zu sein und es gab einen Bedarf an Hölzchen mit ruhigerem Abbrand. Der ungarische Chemiker János Irinyi entwickelte 1836 als Student in Wien eine Zündmischung, die anstatt von Chlorat Blei(IV)-oxid als Oxidationsmittel verwendet. Sein Patent für „explosionsarme“ Streichhölzer wurde von Stefan Rómer erworben, der sie als „leise Streichhölzer“ verkaufte. 1838 schlug Christian Böttger eine Zündkopfmischung mit ruhigem Abbrand auf Basis von Kaliumnitrat vor und auch Moldenhauer hatte ab 1840 einen salpeterbasierten Phosphorzündsatz. Auch Blei(II,IV)-oxid und Blei(II)-nitrat wurden als alternative Oxidationsmittel verwendet. Es wurde viel experimentiert, um die empfindlichen Mischungen in Zaum zu halten und sie durch Zusätze und Herstellungsverfahren zu phlegmatisieren. Viele Zusätze moderner Streichhölzer wurden bereits in Phosphorhölzchen verwendet, z. B. Mangandioxid und Zinkoxid. Die Funktion dieser Zusatzstoffe ist im Abschnitt Herstellung beschrieben. Auch die Verwendung von Tierleim, dem heute üblichen Bindemittel für Zündköpfe, geht auf diese Zeit zurück. Aus heutiger Sicht ist schwer zu beurteilen, ob die Mischungen mit Chlorat durch Feineinstellung, Zusätze und Verbesserungen in der Herstellung ihre Zündprobleme überwanden oder ob die leisen Alternativen andere Probleme mit sich brachten. Bis in die 1860er Jahre koexistierten beide Varianten, aber letztlich setzten sich Zündköpfe mit Kaliumchlorat am Markt durch.
Die Congreves waren nicht die einzigen Zündhölzer, die durch einen spektakulären Abbrand auffielen. Jones’ Zigarrenanzünder, die Fuzees, breite mit Salpeter gesättigte Pappstreifen mit Phosphorzündkopf, die nach der Zündung lange und langsam, mit kräftiger Glut mehr schmoren als brennen, wurden auch zum Zünden von Pulverladungen im Eisenbahnwesen eingesetzt. Den größten Zündkopf hatten vermutlich die Vesuvians. Dieser Zigarrenanzünder hat einen sehr stabilen Schaft aus Hartholz, manchmal sogar Glas oder Porzellan, an dem ein übergroßer, birnenförmiger Zündkopf befestigt ist. Die Mischung besteht aus Salpeter, Holzmehl, Holzkohlepulver und Bindemittel, und die Spitze des Kopfes krönt ein Phosphorzündsatz. Der Schaft bot den notwendigen Sicherheitsabstand und die Hölzchen waren ausschließlich zur Anwendung im Freien gedacht.
In den ersten Jahren war die Zündholzfertigung reine Handarbeit und selbst das Holz wurde von Hand gehobelt. Mit speziellen Röhrchenhobeln nach Heinrich Weilhöfer konnten in einem Zug drei bis fünf Zündholzruten von ungefähr 20 cm Länge geschnitten werden, die anschließend geviertelt wurden. Die Produktion von Holzdraht, wie die rohen Schäfte auch genannt werden, entwickelte sich in Deutschland zu einer eigenen Hausindustrie, die vor allem von Männern im Winter ausgeführt wurde. Der Holzdraht wurde dann an Zündholzfabriken und andere Hausmachereien verkauft. Spätestens ab 1845 wurden auch spezielle Hobelmaschinen, die Holzdrahtmaschinen, entwickelt und die Herstellung der Schäfte mechanisiert. Solche gehobelten Schäfte haben einen runden Querschnitt. Unabhängig entwickelte sich, primär in Schweden, die Herstellung der modernen Schäfte mit quadratischem Querschnitt. Um 1844 entstanden spezielle Schälmaschinen, große Drehbänke, auf denen sich von entrindeten Stammabschnitten ein Furnier geeigneter Stärke abschälen lässt. Das Furnier aus Weichholz, meist Espe oder Pappelholz, wird dann quer zum Faserverlauf in Bahnen zerschnitten, deren Breite der Schaftlänge entspricht. Auf der Holzdrahtabschlagmaschine wird das Furnierband in einzelne Schäfte gespalten, die anschließend heiß getrocknet werden.
Auch wenn Verbraucher nur selten mit der Giftigkeit des weißen Phosphors konfrontiert wurden, beispielsweise wenn Kinder die Zündköpfe kauten, war das Arbeiten in der Streichholzherstellung extrem gesundheitsschädigend. Die aus der heißen Zündmasse entweichenden Phosphordämpfe dringen vorwiegend über schadhafte Zähne in den Körper ein und führen zu einer Nekrose des Kiefers. Die Krankheit wird meist erst erkannt, wenn die Vergiftung schon weit fortgeschritten ist. Das erste Symptom sind Zahnschmerzen, die auch nach dem Ziehen der kariösen Zähne nicht aufhören. Es kommt zu starkem Speichelfluss. Im weiteren Verlauf bilden sich Abszesse am Unterkiefer und auch der allgemeine Gesundheitszustand verschlechtert sich dramatisch. Später liegt der ganze Alveolarfortsatz, der Teil des Kiefers, in dem die Zähne sitzen, frei. Es folgt ein Verlust der Schleimhaut des harten Gaumens. Der Knochen stirbt ab. Oft ist die Amputation eines Teils oder des ganzen Unterkiefers oder auch des Oberkiefers erforderlich. Der Verlust des Kieferknochens entstellte die Betroffenen schwer. Menschen, die Phosphordämpfen ausgesetzt sind, entwickeln oft auch eine ausgeprägte Neigung zu Knochenbrüchen, die als Phosphorismus bezeichnet wird. Die Betroffenen sind sehr blass und ihre Knochen brechen beim geringsten Anlass, ohne dass sie es merken. Ein Arzt stellte bei einem seiner Patienten innerhalb von 16 Jahren 13 Frakturen fest. Die Auswirkungen der Langzeitexposition wurden 1839 erkannt und die Phosphornekrose des Kiefers, auch Phosphorkiefer (englisch phossy jaw) genannt, war eine der ersten Berufskrankheiten, die als solche diagnostiziert wurde.

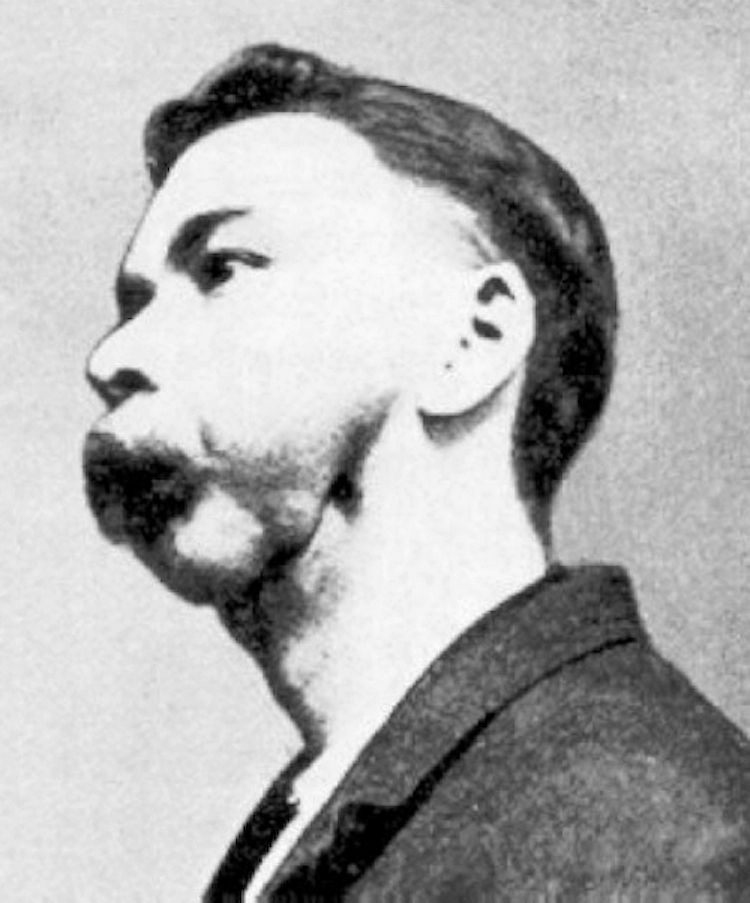
Fabrikarbeiter mit Phosphorkiefer

Trotzdem ging die Produktion von Phosphorstreichhölzern zunächst unverändert weiter. Streichholzköpfe waren auch als Todesursache in Polizeistatistiken zu finden, denn sie waren hochgiftig und leicht zu beschaffen. Die Zündmasse wurde abgelöst, um Menschen zu vergiften oder Suizid zu begehen. In Wien wurden zwischen 1854 und 1894 22,3 % aller Selbstmorde mit Zündköpfen begangen.

### Sicherheitsstreichhölzer
Der schwedische Chemiker Gustaf Erik Pasch, Teilhaber der J.S. Bagge & Co. Kemiska Fabrik in Stockholm, der ersten Zündholzfabrik Schwedens, erfand um 1844 ein neuartiges Streichholz, aus dem sich das moderne Sicherheitsstreichholz entwickelte. Er konstruierte eine Reibungszündung, die aus zwei Komponenten besteht: einem unempfindlichen Zündkopf und einer neuen, speziellen Reibfläche, ohne die sich das Streichholz nicht entzünden lässt. Der Kopf enthält Kaliumchlorat und die Reibfläche roten Phosphor, die beim Streichen durch Abrieb eine Spur Armstrongsche Mischung bilden. Die sehr empfindliche und energiereiche Zündmischung reagiert sofort und entzündet den Kopf. Diese Zweikomponentenzündung ist der entscheidende Sicherheitsvorteil der Sicherheitsstreichhölzer, die außerdem ohne weißen Phosphor auskommen. Roter Phosphor war aber noch nicht in großen Mengen erhältlich. Die Hölzchen waren etwas teurer als die der Konkurrenz, und die Verbraucher waren nicht bereit, mehr Geld für Sicherheit auszugeben. Außerdem verschliss die neue Reibfläche zu schnell. Reibflächen bestehen aus einer verleimten Mischung von rotem Phosphor und Glasmehl, die auf Pappe oder Papier aufgetragen wird. Das wiederholte Zünden von Armstrongscher Mischung in unmittelbarer Nähe ist eine starke Belastung für diese Konstruktion. Der verfügbare rote Phosphor war oft mit Phosphorsäure verunreinigt, die die Reibfläche zerfraß und die Lebensdauer weiter minderte.

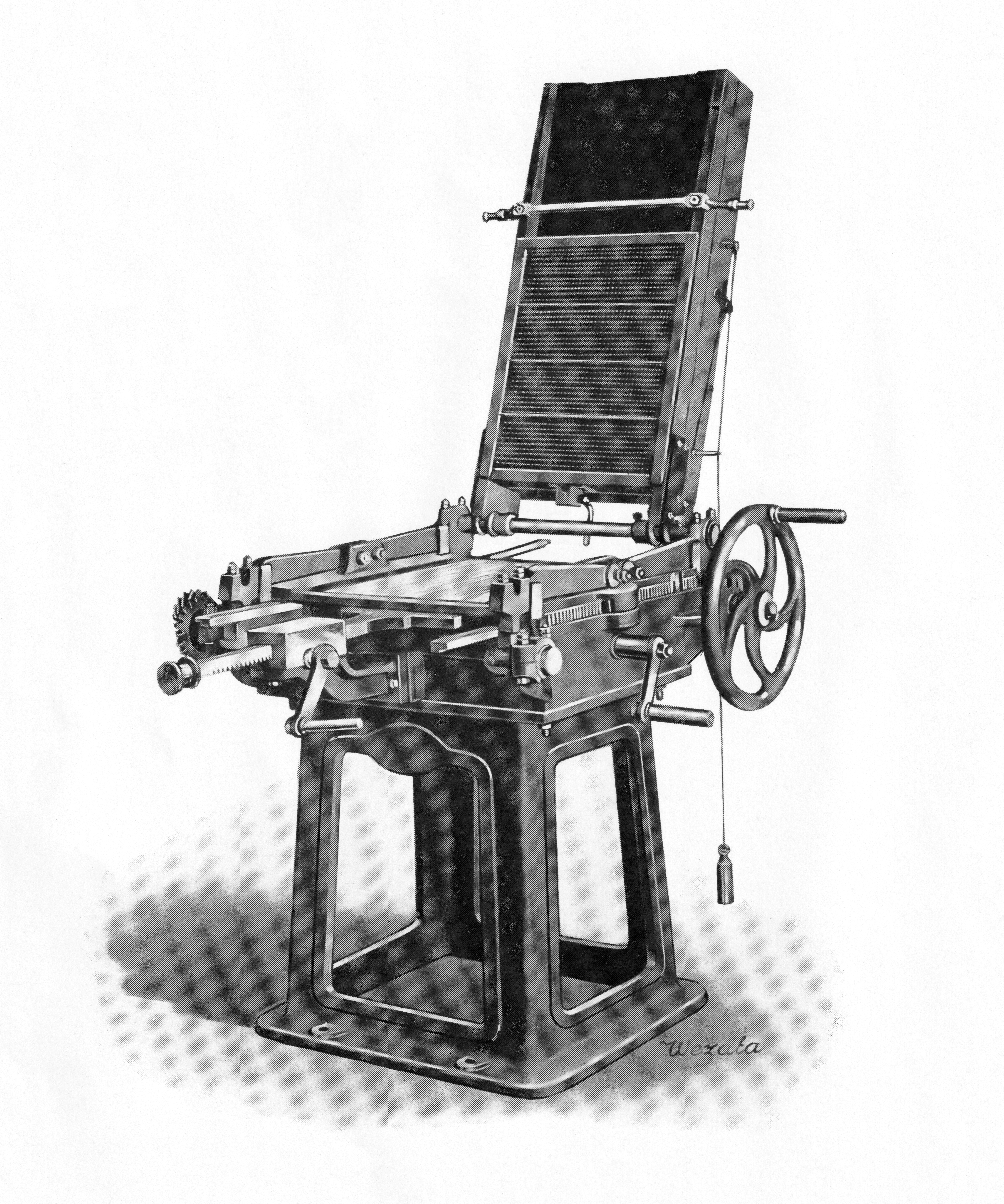
Holzdrahteinlegemaschine nach Sebold (Siefvert & Fornander, 1917)

Rote Verfärbungen in weißem Phosphor, z. B. nach Sonneneinstrahlung, waren schon lange bekannt, der verursachende Stoff jedoch nicht. So nennt Pasch die rote Substanz in seinen Aufzeichnungen noch fälschlich Phosphoroxid. Der österreichische Chemiker Anton Schrötter bestätigte 1848 die Vermutung, dass es sich ebenfalls um reinen Phosphor, nur eben in einer roten Modifikation handelt. Er entwickelte erste Synthesen und es begann die Suche nach einem Umwandlungsprozess, um roten Phosphor aus weißem herzustellen. Das rote Allotrop des Phosphors hat nicht nur eine andere Farbe, es verhält sich auch sehr verschieden. Es leuchtet nicht, ist nicht pyrophor und auch sonst weit weniger entzündlich. Vor allem aber ist roter Phosphor ungiftig. Mit starken Oxidationsmitteln wie Kaliumchlorat reagiert er sehr heftig, und genau diese Reaktion verwenden die Sicherheitsstreichhölzer zur Zündung. Das Herstellungsverfahren wurde von Arthur Albright entwickelt, der Schrötters Patent erworben hatte und der seinen damals häufig so genannten „amorphen“ Phosphor 1851 auf der Great Exhibition im Crystal Palace in London präsentierte.
Diese Weltausstellung von 1851 besuchte auch der schwedische Kaufmann Carl Frans Lundström, der im Jahr 1845 zusammen mit seinem Bruder Johan Edvard Lundström eine Streichholzfabrik in Jönköping gegründet hatte. Sie kannten Paschs Sicherheitsstreichhölzer, wussten um die Probleme und hatten in eigenen Versuchen ähnliche Schwierigkeiten. Die Reibflächen verloren an Zündwirkung. Eine von der Weltausstellung mitgebrachte Probe von Albrights rotem Phosphor bestand die Tests viel besser und es folgte der erste Großauftrag. Die Brüder verbesserten ihr Produkt weiter und stellten ihre Sicherheitsstreichhölzer auf der Weltausstellung 1855 in Paris aus. Ihre Reibfläche hielt stand und die Hölzchen zündeten sehr zuverlässig. Auch die österreichischen Produzenten Fürth und Preshel präsentierten Sicherheitsstreichhölzer.
Elf Jahre nach der Erfindung durch Pasch war das Sicherheitsstreichholz marktreif. Welche Bedeutung der Entwicklung sicherer Zündhölzer beigemessen wurde, zeigt der „Medaillenspiegel“: Lundströms und Albrights Beiträge wurden mit Silber, die Arbeiten Schrötters mit Gold ausgezeichnet.
Durch Pasch inspiriert entwickelte auch Christian Böttger 1848 ein Sicherheitsstreichholz, das er 1855 patentierte. Aus demselben Jahr stammt auch das Lundström-Patent, das eingereicht wurde, nachdem Paschs ursprüngliches Patent von 1844 im Jahr 1852 ausgelaufen war. Dieses Streichholz nach Böttger war es, das von den österreichischen Produzenten in Paris vorgestellt wurde.
| Zündkopf            | 1 (%) | 2 (%) |
| ------------------- | ----- | ----- |
| Kaliumchlorat       | 42    | 67    |
| Antimon(III)-sulfid |       | 22    |
| Blei(II,IV)-oxid    | 42    |       |
| Gummi arabicum      | 16    |       |
| Tierleim            |       | 11    |
| Reibfläche          |       |       |
| roter Phosphor      | 56    | 38    |
| Antimon(III)-sulfid | 38    | 33    |
| Gummi arabicum      | 6     |       |
| Tierleim            |       | 29    |

Der Vergleich zwischen Böttgers Mischung (Nr. 1) und Lundströms Rezeptur (Nr. 2) zeigt, dass Böttger das Prinzip des Sicherheitsstreichholzes einen Schritt vorantrieb, indem er das Antimon(III)-sulfid aus dem Zündkopf entfernte. Die Kombination aus Antimon(III)-sulfid und Kaliumchlorat ist der alte Zündsatz des ersten Streichholzes nach John Walker, der sich mit Kraft, Geschick und Sandpapier entzünden lässt. Böttger wurde nicht müde, die überlegene Sicherheit seiner Mischung zu betonen, obwohl die tatsächliche Gefahr einer unbeabsichtigten Zündung der Lundström-Mischung sehr gering ist. Das ersatzlose Streichen des Antimon(III)-sulfids reduziert jedoch die Zündfähigkeit erheblich, denn im Zündkopf dient es auch als zusätzlicher Brennstoff. Obwohl Paschs Priorität kaum anzuzweifeln ist und Böttgers Mischung kein Erfolg wurde, wird in deutscher Literatur gelegentlich die Auffassung vertreten, Christian Böttger sei der eigentliche Erfinder des Sicherheitsstreichholzes. In späteren Rezepturen aus Jönköping ist das Antimon(III)-sulfid durch eine Kombination von nicht zündfähigen Brenn- und Zusatzstoffen ersetzt, die den Verlust an Empfindlichkeit kompensieren. Auf den ersten Blick besteht Böttgers Zündkopf ausschließlich aus Oxidations- und Bindemittel. Es fehlt der Brennstoff. In pyrotechnischen Mischungen kommt dem Bindemittel jedoch immer eine Doppelfunktion zu, denn in Gegenwart eines Oxidationsmittels verbrennt sogar Leim sehr gut. Auch in modernen Zündköpfen ist das Bindemittel der Hauptbrennstoff.

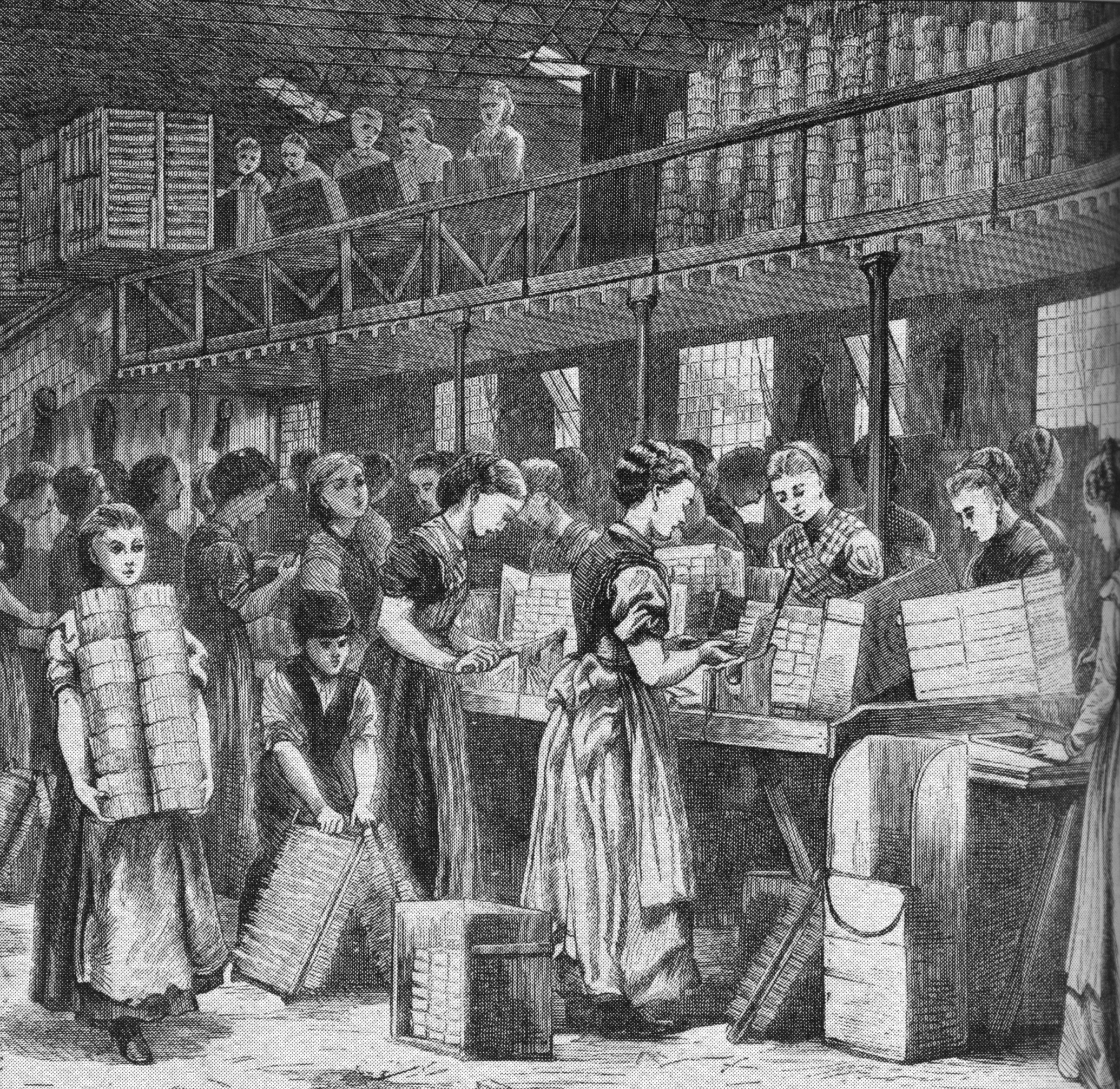
Streichholzfabrik London 1871

Der Markt wurde weiter von Phosphorstreichhölzern dominiert, denn sie waren billiger. Viele Verbraucher empfanden auch die Benutzung der neuen Reibfläche als umständlich und unkomfortabel. In Österreich lag der Marktanteil der Sicherheitsstreichhölzer noch 1900 bei nur 20 %. Die Arbeiterinnen in der Streichholzindustrie, in England waren es mehrheitlich Frauen, erlitten nicht nur Phosphornekrosen, sondern auch vermehrt Fehlgeburten. Manche Unternehmen führten betriebliche Zahnuntersuchungen ein und beschäftigten in besonders belasteten Bereichen nur Menschen mit gesunden Zähnen. In der Hausindustrie vergiftete der Phosphor ganze Familien, denn die Trennung zwischen Wohn- und Produktionsbereich fehlte. Einige Länder begannen, die Branche zu regulieren. Im Kanton Zürich und in Preußen wurden 1857, in Bayern schon 1849 Bestimmungen zum Arbeitsschutz in der Zündholzherstellung festgelegt. Die Verwendung von weißem Phosphor wurde in Finnland 1872 und in Dänemark 1873 verboten. Auch in anderen Ländern wurde, oft eher halbherzig, der Arbeitsschutz geregelt, so in Schweden 1870, in England 1878, in Österreich-Ungarn 1885 und in Belgien 1890. Frankreich monopolisierte 1872 seine Streichholzindustrie, auch um die Sicherheit in der Produktion zu gewährleisten. In Deutschland trat 1884 das „Gesetz, betreffend die Anfertigung und Verzollung von Zündhölzern“ in Kraft, in dem u. a. die Kinder- und Jugendarbeit in der Streichholzherstellung auf weniger belastete Räume beschränkt wird. Außerdem verbot es die Mischnutzung von Räumen, in denen Phosphorstreichhölzer hergestellt werden, und damit die Hausmacherei. Die Gesundheitsschäden, lange Arbeitszeiten und schlechte Bezahlung führten in England zur Formierung früher Gewerkschaften. Im Jahr 1888 kam es in London zum Streik der Streichholzfrauen (englisch Match Girl Strike). Der Streik ist ein wichtiges Ereignis für die britische Arbeiterbewegung und führte zu etwas besserer Bezahlung.
Jönköpings Streichholzfabrik (schwedisch tändsticksfabrik) war schon 1846, ein Jahr nach der Gründung, mit weitem Abstand die größte Schwedens und seit ca. 1868 stieg der Umsatz von Sicherheitsstreichhölzern deutlich an. Das Werk wurde zum Zentrum der schwedischen Zündholzindustrie.

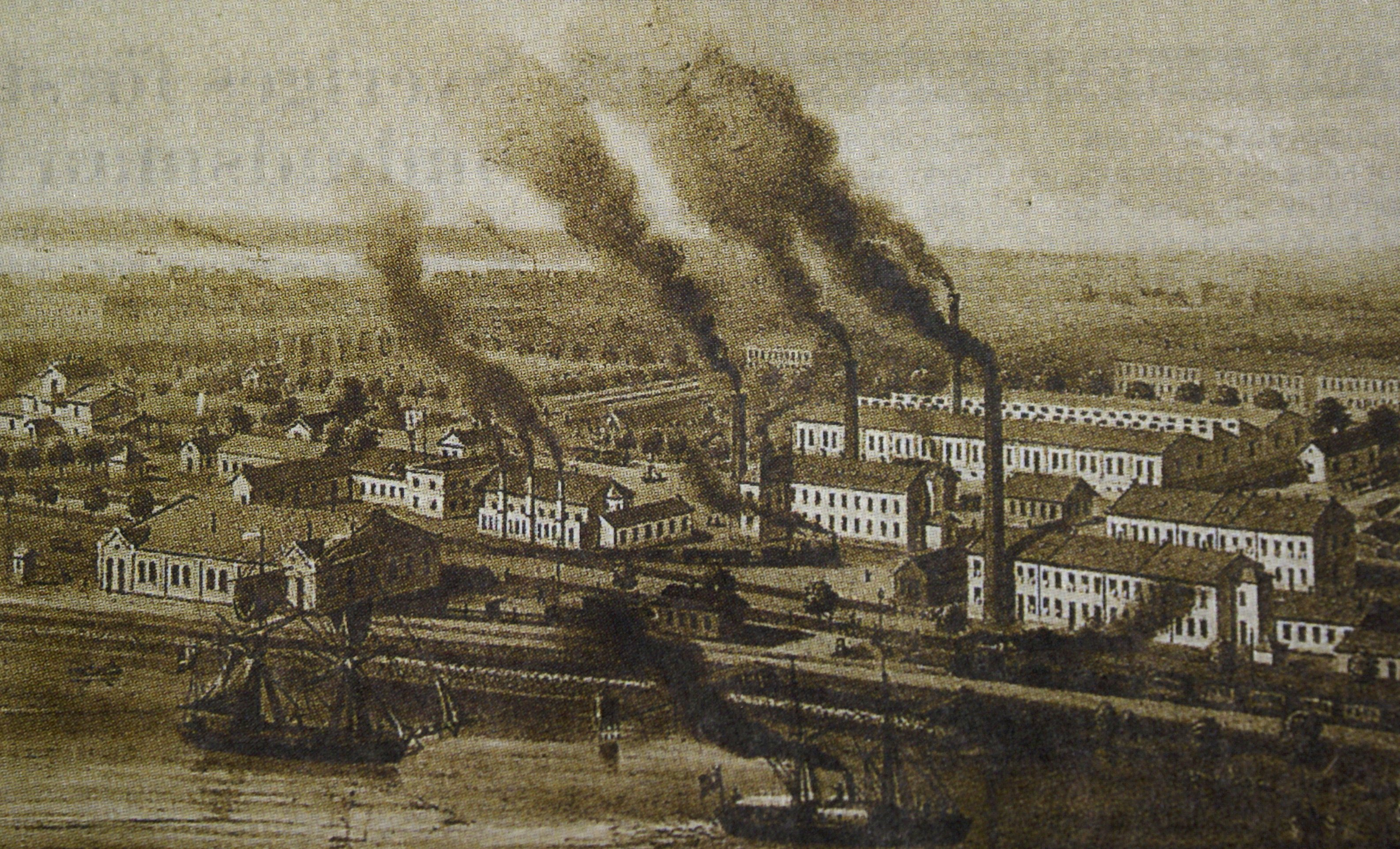
Jönköpings Streichholzfabrik 1872

In Schweden hatte der Erfolg früher Zündholzfabriken besonders viele Nachahmer animiert. Das 19. Jahrhundert war die Zeit der Industrieamateure und viele Fabriken stellten den Betrieb bald wieder ein. Von den ca. 140 Zündholzunternehmen in Schwedens Geschichte, von denen nie mehr als 40 gleichzeitig operierten, wurden etwa 120 vor 1878 gegründet. Dies lag auch an den niedrigen Einstiegskosten, denn die frühe Zündholzproduktion brauchte nur wenig Gerät, und Arbeitskräfte waren sehr billig. Dies änderte sich jedoch mit der zunehmenden Mechanisierung der Herstellung. Die Anfangsinvestitionen für Maschinen und die Produktionskapazitäten stiegen. Schweden, insbesondere das Werk in Jönköping, und Österreich waren in vielen dieser Entwicklungen führend und produzierten Zündwaren für den Export. Jönköpings Streichholzfabrik belieferte vor allem auch den wichtigen englischen Markt und unterhielt ein Büro in London, das die Interessen des Unternehmens, z. B. in Verhandlungen über Importgenehmigungen, effektiv vertrat. Gemessen am Wert der Jahresproduktion war Jönköpings Streichholzfabrik 1872 das achtgrößte Unternehmen Schwedens und 1889 das siebte.
Sicherheitsstreichhölzer haben einen deutlich größeren Zündkopf als Phosphorzünder, denn die Mischung ohne Phosphor ist energieärmer und für eine zuverlässige Zündung wird mehr Zündmasse benötigt. Beim Tunken ist ein größerer Abstand zwischen den Schäften notwendig und der Holzdraht kann nicht mehr in Bündeln verarbeitet werden. Stattdessen müssen die Schäfte einzeln in die Nuten spezieller Tunkrahmen eingelegt werden, eine mühselige Handarbeit, die, trotz der niedrigen Arbeitskosten, zum höheren Preis der Sicherheitsstreichhölzer beitrug. Die Entwicklung einer Holzdrahteinlegemaschine durch Johann Sebold, den Gründer der späteren Badischen Maschinenfabrik Durlach, in den 1860er Jahren beseitigte diesen Engpass. Als die Maschine um 1870 in Jönköping eingeführt wurde, halbierten sich die Arbeitskosten und die Stückkosten fielen. Letztlich waren die Tunkrahmen ein Vorteil, denn der einheitliche Formfaktor ermöglichte erste Tunkmaschinen. Statt eines einzelnen Bündels konnten nun Rahmen mit 900 Schäften verarbeitet werden. Etwa zehn Jahre später folgte eine automatische Abfüllanlage, die um 20.000 Schachteln am Tag befüllen konnte. In Handarbeit wurden vorher ca. 3.000 Schachteln pro Tag produziert. Die Maschine wurde von Alexander Lagerman entworfen, der seine Karriere der Entwicklung von Zündholzmaschinen in Jönköping widmete. 1892 konstruierte Lagerman einen Automaten zur kontinuierlichen Fertigung von Zündhölzern. Die Maschine verarbeitet imprägnierte Schäfte. Diese werden zuerst vereinzelt und aufgeheizt, dann in Paraffin oder Schwefel und anschließend in eine Zündkopfmischung getaucht. Die Hölzchen werden getrocknet und automatisch in Schachteln verpackt. Die damals geheime Maschine produzierte etwa 200.000 Zündhölzchen pro Stunde und kann heute in Jönköpings Streichholzmuseum besichtigt werden.
| Zündkopf            | %    |
| ------------------- | ---- |
| Kaliumchlorat       | 55,8 |
| Blei(II,IV)-oxid    | 4,7  |
| Kaliumdichromat     | 2,3  |
| Schwefel            | 9,3  |
| Smalte              | 9,3  |
| Bindemittel         | 18,6 |
| Reibfläche          |      |
| roter Phosphor      | 36,3 |
| Antimon(III)-sulfid | 36,3 |
| Kaliumdichromat     | 6,1  |
| Glasmehl            | 6,1  |
| Bindemittel         | 15,2 |

Anfang der 1860er Jahre wurde entdeckt, dass sich das Zünd- und Abbrennverhalten des Zündkopfs durch den Zusatz von Kaliumdichromat stark verbessern lässt. Insbesondere verläuft der kritische Übergang vom ersten Zündfunken zu einem brennenden Kopf erheblich zuverlässiger. Heute werden solche Zusätze als Brennratenkatalysatoren bezeichnet und sie sind ein wichtiger Bestandteil moderner Zündmassen. Das verbesserte Zündverhalten ermöglichte weitere Anpassungen der Mischung. Die Tabelle Sicherheitszündholz Jönköping 1867 zeigt einen Zündkopf, in dem das Antimon(III)-sulfid durch einfachen Schwefel ersetzt wurde. Zusammen mit dem Katalysator funktioniert dies sehr zuverlässig und ist bis heute der de-facto-Standard. Gleichzeitig war man bemüht, den Schwefelanteil der Hölzchen zu reduzieren. Streichhölzer mit geschwefeltem Schaft riechen bei der Zündung unangenehm nach faulen Eiern, denn es entsteht etwas Schwefelwasserstoff. In den 1860er Jahren wurde der sehr alte Hilfsbrennstoff Schwefel durch Paraffin ersetzt. Das sehr energiereiche Paraffin verbessert nicht nur das Aroma, sondern auch das Abbrennverhalten des Schaftes. Es verbrennt mit ruhiger, kerzenartiger Flamme und verlängert die Brenndauer. Da Paraffin schwerer zündet als Schwefel, benötigt man einen größeren, möglichst lange brennenden Zündkopf. Die Paraffinierung eignet sich daher besonders für Sicherheitsstreichhölzer. Der letzte Schritt zum modernen Streichholz folgte in den 1870er Jahren, als man anfing, die Schäfte mit Flammhemmern wie Ammoniumdihydrogenphosphat zu imprägnieren. Dies verhindert, dass der Schaft durchglüht, und damit das Abfallen noch heißer Fragmente. Die Brandgefahr durch fortgeworfene, aber noch glühende Schäfte wird verringert. In den folgenden Jahrzehnten fanden keine revolutionären Entwicklungen mehr statt. Der Vergleich mit den modernen Mischungen im Abschnitt Herstellung zeigt, dass das Streichholz bis heute weitgehend unverändert ist. Eine der letzten sichtbaren Neuerungen war das Streichholz mit Schaft aus Pappe, wie es in Streichholzbriefchen verwendet wird. Es wurde 1892 von Joshua Pusey erfunden.
In den Vereinigten Staaten wurde das Sicherheitsstreichholz nur langsam akzeptiert. Die Verbraucher bevorzugten größere Küchenstreichhölzer, die sich einhändig an der Schuhsohle und anderen rauen Oberflächen anreißen ließen. In diesen Hölzchen war der weiße Phosphor nur schwer zu ersetzen, bis die französischen Chemiker Henri Sévène und Emile David Cahen eine neue Zündkopfmischung erfanden. Die entscheidende Komponente dieser Mischung ist das ungiftige Tetraphosphortrisulfid, das im Jargon der Branche auch Sesquisulfid genannt wird. Das US-Patent wurde im Jahr 1900 von der Diamond Match Company erworben und anderen Firmen zur Produktion von sicheren, ungiftigen Überallzündern (englisch Strike anywhere – oder kurz SAW Matches) angeboten.

### Phosphorverbot & Strukturwandel
Nachdem das Bewusstsein für die sozialen Kosten durch den Einsatz von weißem Phosphor in der Streichholzproduktion gestiegen war, wurde er in den meisten Ländern verboten. Die Internationale Arbeitsschutzkonferenz 1890 in Berlin ordnete Zündwarenherstellung in die oberste Kategorie der gesundheitsgefährlichen Industriezweige ein. Auf dem Kongress für Arbeitsschutzgesetzgebung in Basel 1896 wurde ein Verbot von weißem Phosphor diskutiert. Im armen Berner Oberland waren viele einstige Kinderarbeiter erkrankt. In einer Denkschrift wurde der Schweizer Bundesrat gebeten, alle Staaten zu einer Konferenz einzuladen. Diese fand vom 8. bis 17. Mai 1905 in Bern statt und führte zur Berner Konvention von 1906 und einem quasi weltweiten Verbot von weißem Phosphor in der Streichholzherstellung. In Deutschland wurde am 10. Mai 1903 ein Gesetz erlassen, das die Produktion von Phosphorhölzchen ab 1907 und den Verkauf ab 1908 verbot. In den Vereinigten Staaten hob Präsident William Howard Taft das Thema 1910 in seiner State of the Union Address auf die Agenda und bat später die Diamond Match Company ihr Patent für ungiftige Überallzünder kostenlos zur Verfügung zu stellen. Obwohl das Patent 1911 freigegeben wurde, stellten die Hersteller ihre Produktion nicht um. Weißer Phosphor war billiger als die Alternative, das ungiftige Tetraphosphortrisulfid. Da der Kongress in den föderalen USA keine Befugnis hatte, Streichhölzer mit weißem Phosphor landesweit zu verbieten, wurden sie ab 1913 durch massive Steuern vom Markt verdrängt. Die USA waren eines der letzten Länder, die das Verbot umsetzten.
Das Verbot leitete einen Strukturwandel der Zündholzindustrie ein. Die Hausmacherei brach zusammen, und obwohl das Verbot die Menschen schützen sollte, wurden ohnehin schon arme Regionen wirtschaftlich schwer getroffen. Die großen Unternehmen mit Maschinenpark nutzten die Situation und drückten die Preise. Sicherheitsstreichhölzer in Heimarbeit zu fertigen war nicht rentabel und konkurrenzfähige Anlagen kosteten ca. 90.000 Mark. Der Markt wurde unzugänglich. Um die Phosphorstreichholzproduzenten zu entschädigen und den Umstieg zu erleichtern, stellte die Reichsregierung das Patent für die sogenannte Reichszündmasse, Patent Nr. 86203, kostenlos zur Verfügung. Der Zündkopf enthält Kaliumchlorat und roten Phosphor. Einige Betriebe versuchten diese „Armstrongschen Zündköpfe“ herzustellen. Es misslang und im ersten Halbjahr kam es zu sieben schweren Unfällen. Die Rezeptur vermengt die beiden Komponenten des Sicherheitszündsatzes. Sie ist daher auch ohne Reibfläche zündfähig und hochempfindlich. Die so unberechenbare Mischung ist in industriellen Mengen einfach nicht herstellbar. Die Generalversammlung der Zündwarenfabrikanten am 21. September 1904 erklärte die Rezeptur für unbrauchbar und gefährlich. Die Regierung hatte das Patent von Georg Schwiening ohne Sachkenntnis im verschlossenen Umschlag gekauft und war betrogen worden. Die Reichszündmasse war wertlos.
Es folgten weitere handwerkliche Fehler des Gesetzgebers. In einigen Staaten waren Zündwaren schon vor 1900 besteuert worden. Andere Länder hatten Staatsmonopole geschaffen und diese zum Teil an private Unternehmen verpachtet. Mit der Berner Konvention führten fast alle Staaten Zündwarensteuern ein, 1909 auch Deutschland. Das Gesetz besteuerte jedoch nicht die Lagerbestände und bot außerdem eine Übergangsfrist. Die Händler reagierten und importierten riesige Mengen Streichhölzer für Jahre im Voraus, und der Absatz brach ein. Gab es im Jahr 1907 noch 262 Betriebe mit ca. 7200 Beschäftigten, so waren es 1910 nur noch 74 Betriebe mit 4800 Beschäftigten. 1911 wurde das Gesetz novelliert, aber die deutsche Zündwarenindustrie war schwer angeschlagen.
| Jahr | Betriebe | Beschäftigte |
| ---- | -------- | ------------ |
| 1875 | 392      | 5120         |
| 1882 | 407      | 4971         |
| 1895 | 236      | 5873         |
| 1907 | 262      | 7261         |
| 1910 | 74       | 4848         |

Andere Länder gingen weniger dilettantisch vor, aber auch hier veränderte sich die Industrie. In Schweden waren seit den 1870er Jahren neue sehr erfolgreiche Fabriken entstanden, darunter Vulcan, die Jönköpings Westra Streichholzfabrik und Werke in Lidköping, Växjö und Kalmar. Das Werk in Kalmar war 1907 für die Firma von Ernst und Fredrik Kreuger durch Ernsts Sohn Torsten gebaut worden und galt als sehr modern. Die drei größten Fabriken produzierten 1872, 1889 und 1897 jeweils mehr als 55 % der Gesamtproduktion. Vulcan hatte in den 1890er Jahren sogar Jönköpings Streichholzfabrik weit übertrumpft und war vermutlich weltweit die größte Fabrik dieser Art. Um 1903 fusionierten Vulcan, Jönköpings Streichholzfabrik, Jönköpings Westra und die Werke in Uddevalla und Västervik zur Jönköpings och Vulcans Tändsticksfabriks AB (Jönköpings und Vulcans Streichholzfabriken), kurz Jönköping—Vulcan. Das neue Unternehmen lieferte 70–80 % der schwedischen Streichholzproduktion.
In Österreich fusionierten 1903 alle bedeutenden Firmen zu einem einzigen Unternehmen: Solo. In Großbritannien fiel die Anzahl der Streichholzfirmen von 40 auf 9 und in den USA hatte die Diamond Match Company einen Marktanteil von ca. 70 %. In Schweden spürten die anderen Hersteller zunehmend den Druck durch die marktbeherrschende Jönköping–Vulcan. Die restlichen Firmen fusionierten im Jahr 1913 zu den Förenade Svenska Tändsticksfabriker AB (Vereinigte Schwedische Streichholzfabriken). Die Initiative ging von Ivar Kreuger, Sohn von Ernst Kreuger, dem Eigentümer der Kalmar Werke, und dem Finanzunternehmen Emissionsaktiebolaget aus Stockholm aus. Kreuger, eigentlich Ingenieur, galt als ambitionierter, energischer Manager mit guten Kontakten zu Banken. Im Jahr 1917 kam der Wettbewerb endgültig zum Erliegen als Jönköping–Vulcan und Kreugers Förenade sich zur Svenska Tändsticks AB, kurz STAB, vereinigten. Die gesamte schwedische Streichholzindustrie bestand, bis auf wenige Splitter, aus einem einzigen Unternehmen. Kreuger, ursprünglich der kleinere Partner und nun Geschäftsführer des neuen Konzerns, hatte die Branche monopolisiert.
Die schwedische Zündholzindustrie und andere Industriezweige profitierten vom Ausbruch des Ersten Weltkrieges im Jahr 1914, denn die verfeindeten Parteien vergaben großzügige Importgenehmigungen. Jönköping–Vulcan belieferte sowohl die Alliierten wie auch die deutsche Seite, eine Fehlentscheidung, die letztlich zur Fusion mit Kreugers Firma führte. Die Alliierten reagierten mit einem Lieferstopp für Rohstoffe und 1917 hatte das Unternehmen praktisch kein Paraffin und keinen roten Phosphor mehr. Kreuger hatte vermutlich schon länger verdeckt auf die Fusion hingearbeitet und seine guten Kontakte in die Finanzwelt genutzt, um die Finanzierung vorzubereiten. Auch in späteren Geschäften nutze er wirtschaftliche Probleme seiner Gegenspieler geschickt aus, indem er seine Aktionen konspirativ vorbereitete, so auch in Deutschland.

### Das Zündwarenmonopol
Um 1921 erwarb ein deutscher Strohmann der STAB die Aktienmehrheit an zwei Kasseler Zündholzfabriken. Die Unternehmen verkauften zu Dumpingpreisen und begannen mit Rückendeckung aus Schweden einen ruinösen Wettbewerb. Konkurrenten, die durch den Preiskampf in Schieflage gerieten, wurden durch Strohmänner mit Kapital der STAB heimlich aufgekauft. Viele Firmen waren finanziell nicht gut aufgestellt und hatten Kreuger nichts entgegenzusetzen. Als die Aufkäufe 1925 bekannt wurden, besaß er bereits 65 % der deutschen Produktionskapazitäten. Schon 1924 hatte Kreuger der Reichsregierung ein Monopol vorgeschlagen, was aber zunächst abgelehnt wurde. 1929 war er, auch durch den zunehmenden Druck durch die Weltwirtschaftskrise, erfolgreich. Die STAB gewährte, mit Vertrag vom 26. Oktober 1929, dem deutschen Staat eine Anleihe in Höhe von 125 Millionen Dollar. Im Gegenzug erließ die Regierung am 29. Januar 1930 das Zündwarenmonopolgesetz. Die neu gegründete Deutsche Zündwaren-Monopolgesellschaft übernahm den Vertrieb und den Herstellern wurden halbjährlich errechnete Kontingente zugewiesen. Der Export von Streichhölzern und die Neugründung von Zündwarenwerken wurden verboten. Die deutsche Zündholzindustrie war als Konkurrent auf dem Weltmarkt ausgeschaltet und die STAB dominierte den hiesigen Markt. Kreuger hatte sein Ziel erreicht.
| Jahr      | Export (t) | Produktion (SEK) | Beschäftigte | Werke | Produktion (t) |
| --------- | ---------- | ---------------- | ------------ | ----- | -------------- |
| 1845      |            | 19350            |              |       |                |
| 1850      |            | 61622            |              |       |                |
| 1865      | 948        |                  |              |       |                |
| 1870      | 2462       | 2000000          | 2800         | 24    |                |
| 1875      | 8837       | 5900000          | 4000         | 34    |                |
| 1880      | 9717       | 7100000          | 4000         | 31    |                |
| 1885      | 13860      | 8100000          | 5200         | 33    |                |
| 1890      | 13118      | 7500000          | 5200         | 26    |                |
| 1895      | 15202      | 8100000          | 5100         | 27    |                |
| 1896–1900 |            |                  |              |       | 20700          |
| 1900      | 18801      | 9900000          | 6100         | 20    |                |
| 1905      |            | 10000000         | 5700         | 20    |                |
| 1906–1910 |            |                  |              |       | 32100          |
| 1910      |            | 16700000         | 6800         | 20    |                |
| 1916–1920 |            |                  | 8800         | 18    | 45300          |
| 1921–1925 |            |                  | 5400         | 13    | 31200          |
| 1926–1930 |            |                  | 5600         | 13    | 47500          |
| 1937      |            |                  | 2400         | 9     | 20500          |
| 1950      |            |                  | 1800         | 7     | 23600          |
| 1960      |            |                  | 1400         | 7     | 22100          |
| 1971      |            |                  | 700          | 2     | 14700          |
| 1980      |            |                  | 500          | 2     | 13000          |
| 1995      |            |                  | 400          | 2     | 8000           |

Dieselbe Strategie der Firmenkäufe durch Strohmänner, gefolgt von aggressivem Dumping, wendete Kreuger auch auf anderen Märkten an. Hatte er eine dominante Marktposition erreicht, bot er Monopolverträge an. Da die STAB den lokalen Streichholzmarkt durch ihre marktbeherrschende Stellung auch ganz übernehmen und anschließend die Preise diktieren konnte, bevorzugten es viele Staaten, die gütlichen und vergleichsweise milden Verträge zu akzeptieren. Die Verträge mit langer oder unbegrenzter Laufzeit wurden oft mit großen Krediten verbunden, die in den aktuellen Haushalt der aktuellen Regierung einflossen. Auch wenn der „Zündholzkönig“ (schwedisch tändstickskungen) Ivar Kreuger sein Ziel eines weltweiten Monopols nicht erreichte, war diese Strategie sehr erfolgreich. In Deutschland nutzte ihm dabei auch die hohe Inflation während der Wirtschaftskrise, denn er konnte einen Großteil der Investitionen aus Gewinnen decken, die aus Immobilienspekulationen stammten. Letztlich geriet die STAB im Nachgang des Schwarzen Freitags an der New Yorker Wallstreet am 25. Oktober 1929 selbst in Schwierigkeiten, und die aggressive Expansion geriet ins Stocken. Kreuger starb 1932 durch Suizid.
Nach dem Zweiten Weltkrieg übernahm die Bundesrepublik Deutschland ab 1948 die Verpflichtungen aus den Verträgen mit der STAB. Erst 1983 wurde das Zündwarenmonopol aufgehoben. Die STAB wurde 1979 in Swedish Match umbenannt. Die Streichholzsparte des Konzerns besaß 1983 33 Zündwarenfabriken und 16 Handelsgesellschaften in 21 Ländern und beschäftigte 12.600 Mitarbeiter.

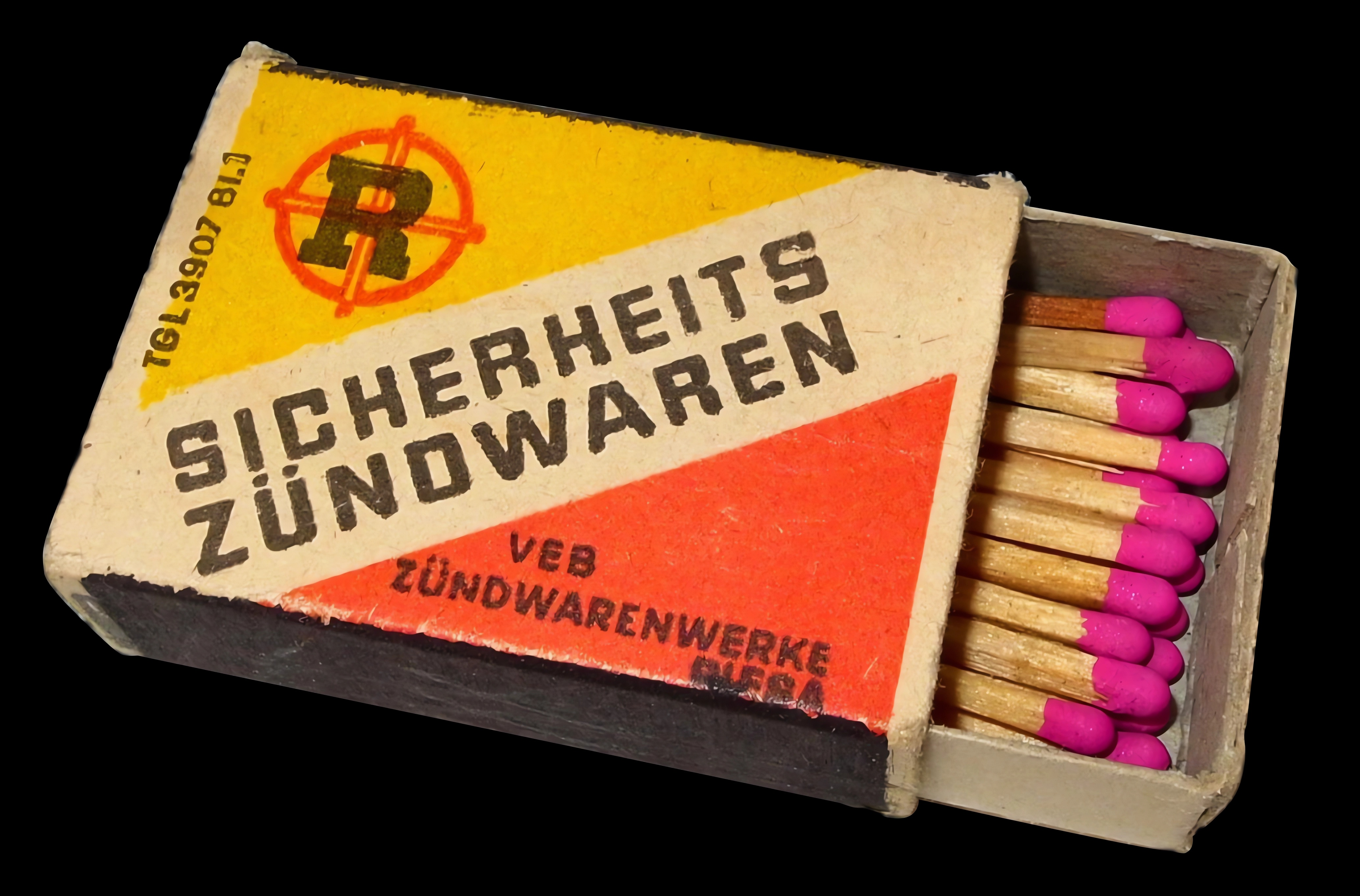
Streichhölzer der Zündwarenwerke Riesa

### Zündwaren in der DDR
Unabhängig hiervon entwickelte sich die Zündwarenindustrie in der Deutschen Demokratischen Republik. 1945, nach dem Ende des Zweiten Weltkriegs, gab es im Osten Deutschlands nur wenige Streichholzfabriken: In Coswig (Anhalt), in Olbernhau und zwei Werke in Riesa. Nach einer Übergangsphase mit neu gegründeten, kleineren Betrieben in Berlin-Malchow, Mühlberg (Elbe), Suhl, Meiningen, Berlin-Köpenick, Rostock und zwei Werken in Neustadt am Rennsteig wurde die Zündholzindustrie in staatlichen Großbetrieben konzentriert. Der größte dieser Betriebe war der VEB Zündwarenwerke Riesa, der neben Streichhölzern auch pyro- und chemisch-technische Produkte herstellte, darunter Bengalhölzer. Ein Werbeslogan des Betriebs lautete:

„Das Vergnügen Feuer & Flamme zu sein — fängt oft ganz harmlos an. Mit einem Lächeln, wenn es um Liebe geht. Mit einem »heißen Kopf« aus der Zündholzperspektive betrachtet.“

In den USA erreichte die Streichholzproduktion um das Jahr 1958 ihren Höhepunkt. Es wurden ca. 40 Milliarden Streichhölzer pro Jahr produziert. Streichholzbriefchen hatten sich zu einem wichtigen Werbeartikel entwickelt. Ungefähr drei Viertel der Produktion waren Streichhölzer mit Pappschaft.

## Typen

### Sicherheitsstreichholz

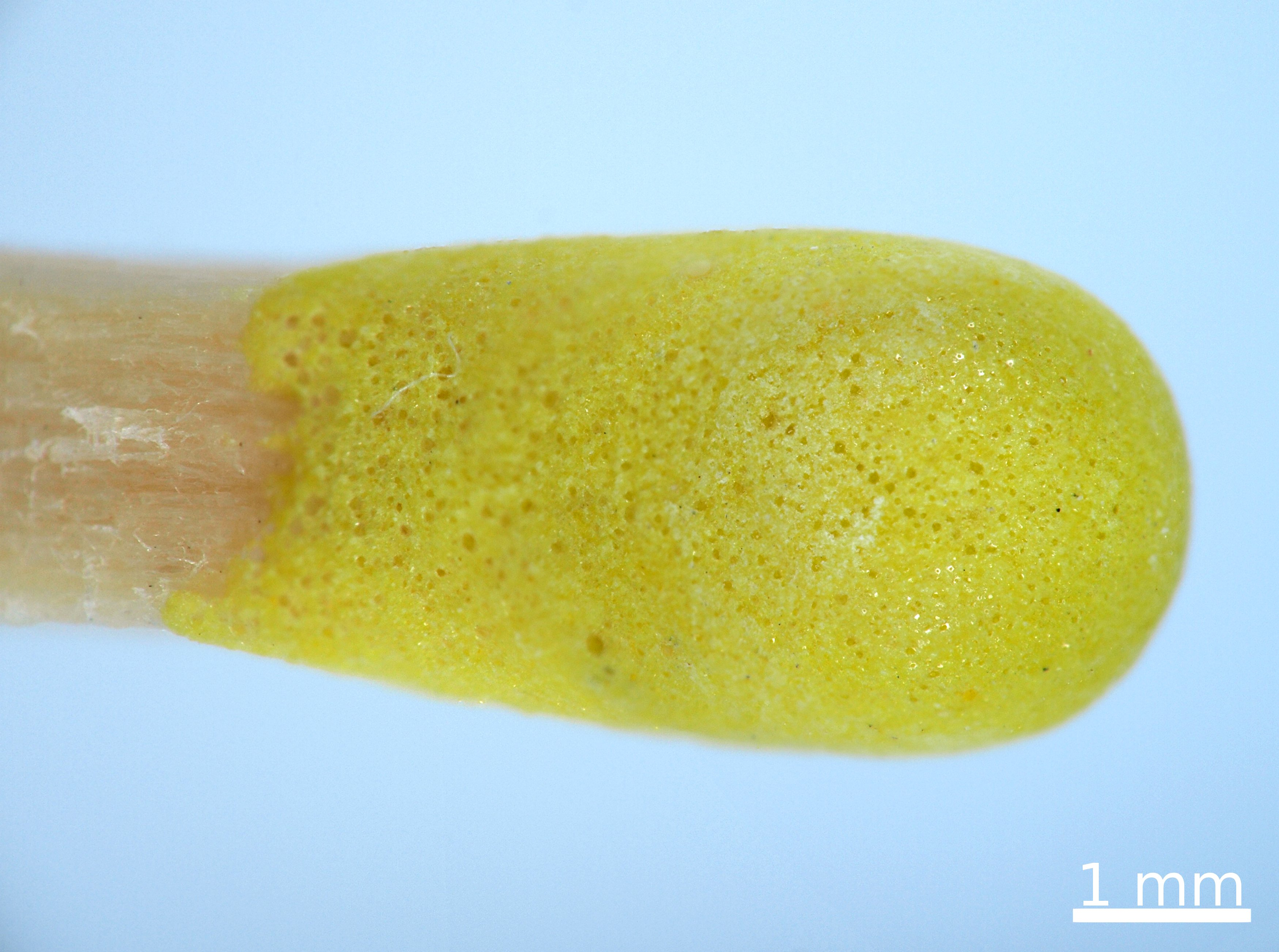
Kopf eines Sicherheitsstreichholzes

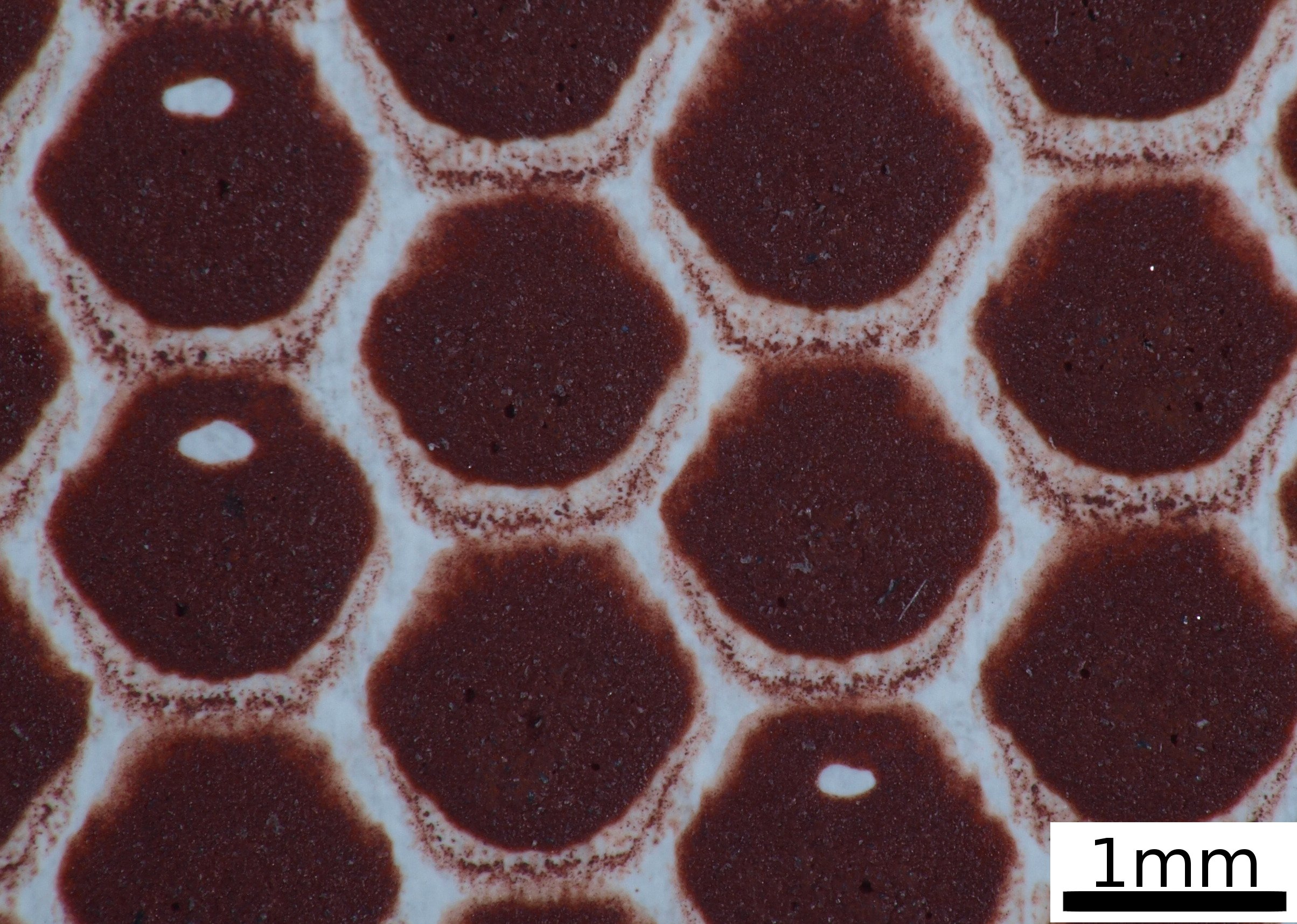
Reibfläche für ein Sicherheitsstreichholz

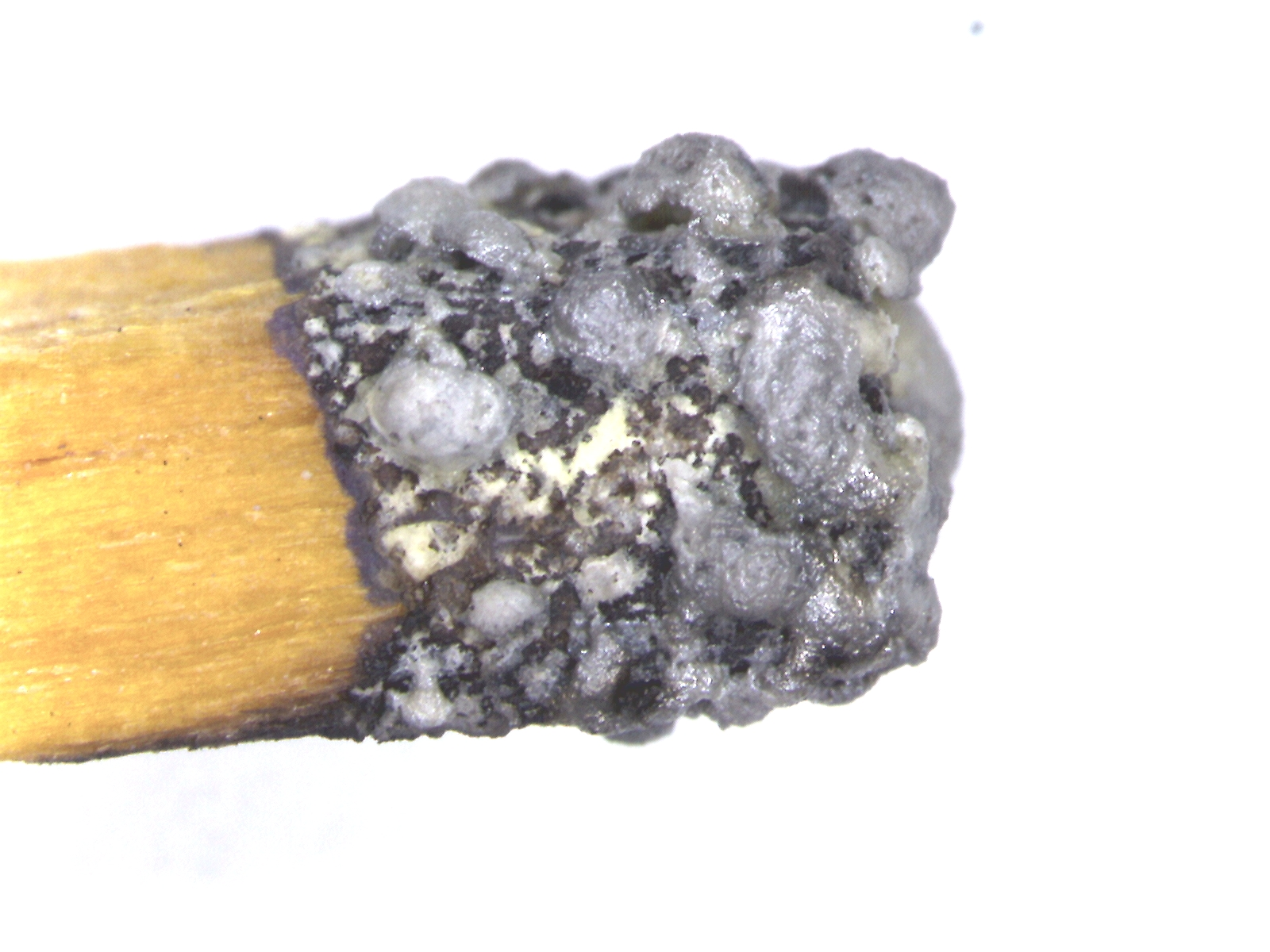
Abgebrannter Zündkopf eines Streichholzes

Sicherheitsstreichhölzer lassen sich nur an speziellen Reibflächen entzünden. Ein Selbstentzünden ist dadurch nahezu ausgeschlossen. Ein typischer Zündkopf enthält Leim und etwas Schwefel als Brennstoff, Kaliumchlorat als brandförderndes Oxidationsmittel, Glaspulver sowie Farb- und Zusatzstoffe. Die Masse eines einzelnen Zündkopfes liegt zwischen 0,01 g und 0,02 g. Die Reibfläche besteht aus einer verleimten Mischung von Glaspulver und rotem Phosphor.
Die Holzschäfte sind meist aus Pappelholz der Art Espe und werden flammhemmend imprägniert. Dies reduziert die Brandgefahr durch nicht vollständig verloschene Schaftreste und verhindert das Abfallen heißer Fragmente. Die Schäfte sind im vorderen Bereich mit Paraffin getränkt, das schon bei niedriger Temperatur zündet. Es verbrennt mit ruhiger, kerzenartiger Flamme und liefert einen erheblichen Teil der Energie. Die Schäfte haben in der Regel einen quadratischen Querschnitt mit einer Seitenlänge von 2 mm für kurze bis 3,5 mm für längere Hölzchen. Der Standardschaft hat eine Länge von 43 mm. Die ca. 1 mm (0,038 in) starke Pappe für Pappstreichhölzer wird meist aus Altpapier gefertigt und schon bei der Herstellung mit Flammhemmern versetzt. Die Spitzen der gestanzten, ca. 3 mm (⅛ in) breiten Schäfte werden ebenfalls in Paraffin getaucht. Ein dritter Typ Streichholz ist die so genannte Vesta, die in Ländern Südamerikas üblich ist. Sie hat einen dünnen, zylindrischen, komplett mit Wachs überzogenen Schaft, dessen wachsgetränkter Kern aus Baumwollfäden oder gerolltem, komprimiertem Papier besteht. Dieser Schafttyp hat eine Brenndauer von bis zu einer Minute und ähnelt einer Miniaturkerze.
Durch das Streichen des Zündkopfes an der Reibfläche entsteht Abrieb und die in Spuren gebildete, hochexplosive Armstrongsche Mischung aus Chlorat und rotem Phosphor zündet. Es ist nicht klar, ob die Reaktion durch Reibungswärme in einem Hotspot oder den engen Kontakt der beiden Stoffe durch Druck eingeleitet wird. Durch die Zündung entflammt der Zündkopf und es verbrennt der pyrotechnische Satz aus Leim, Schwefel und Chlorat. Der Großteil des Brennstoffes besteht aus Leim. Der Schwefel erfüllt eine Doppelfunktion als Brenn- und Aromastoff und hilft den sehr unangenehmen Geruch von verbrennendem Leim zu überdecken. Bei der nun herrschenden Flammentemperatur von 1350 °C bis 1930 °C schmilzt das Glaspulver im Zündkopf und bildet zusammen mit dem brennenden Satz einen brodelnden Tropfen. Dieser Glastropfen dient als Funkenfänger und hält die nicht flüchtigen Verbrennungsrückstände zurück, die sonst verspritzen könnten. Der verbrennende Zündkopf liefert eine Energie von ca. 58 Joule (14 cal), die ausreicht, das Paraffin des Schaftes zu entzünden. Mit dem Verlöschen des Kopfes erstarrt die Glasschmelze zu der für abgebrannte Streichhölzer typischen Schlacke, in der die Rückstände eingeschlossen sind.

### Überall-Zündholz

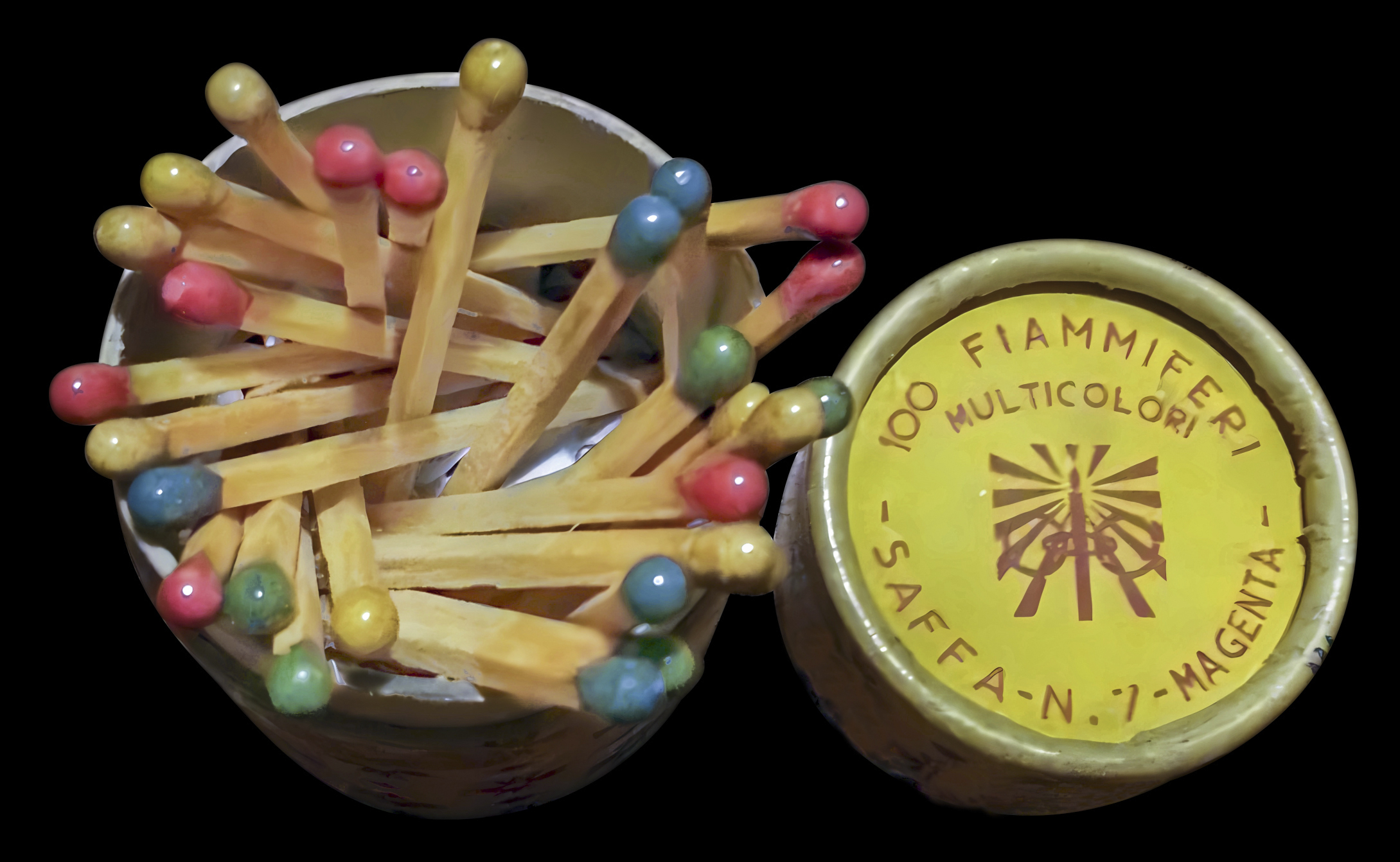
Bunte Überall-Zündhölzer (Fiammiferi multicolori)

Überall-Zündhölzer (englisch Strike anywhere – oder kurz SAW Matches), manchmal auch Reibungsstreichhölzer genannt, lassen sich an jeder rauen Oberfläche entzünden. Sie enthalten Tetraphosphortrisulfid und Kaliumchlorat, die beim Reiben miteinander reagieren und das Zündholz entflammen. In den USA haben diese Hölzchen in der Regel einen Zündkopf, der aus zwei Sorten Zündmasse besteht: einer reibungsempfindlichen Spitze und einem weniger sensitiven Rumpf, die häufig auch farblich abgesetzt sind. Sie werden auch Vogelaugen genannt. In Europa hingegen haben sie meist einen Kopf aus nur einer Sorte Zündmasse wie die sogenannten Fiammiferi multicolori, Streichhölzer mit bunten Köpfen der italienischen Firma Società Anonima Fabbriche Fiammiferi ed Affini (S.A.F.F.A.). Solche Hölzchen sind gut an ihrer Schachtel zu erkennen, die statt der üblichen Reibfläche nur mit grobem Sandpapier versehen ist. Da sie sich auch ungewollt entzünden können, zum Beispiel durch Gegeneinanderpressen der Zündköpfe in der Streichholzschachtel, sind sie fast gänzlich durch Sicherheitsstreichhölzer verdrängt worden. Überall-Zündhölzer dürfen von Fluggästen nicht in Sicherheitsbereiche oder an Bord eines Luftfahrzeugs mitgenommen werden (Stand 2019).

### Spezielle Streichhölzer
Streichhölzer gibt es in sehr vielen Varianten. Hölzchen mit langem Schaft, die zum Anzünden von Feuerstätten oder Herden gedacht sind, werden unter anderem als Ofen-, Kamin- oder Küchenstreichhölzer vermarktet. Obwohl sie auffällig aussehen, handelt es sich technisch um Sicherheitsstreichhölzer.
Zum anderen gibt es Spezialstreichhölzer, auf deren Schaft ein zusätzlicher pyrotechnischer Satz, ein Gemisch aus Oxidator, Brennstoff und Zusätzen aufgebracht ist, um einen bestimmten Effekt zu erzielen. Diese Hölzchen können nicht auf denselben Anlagen gefertigt werden wie normale Sicherheitsstreichhölzer. Sie werden oft in Kleinserie hergestellt und manchmal noch von Hand getaucht. Daher sind sie oft erheblich teurer. Auch diese Hölzchen haben in der Regel einen Sicherheitszündkopf.

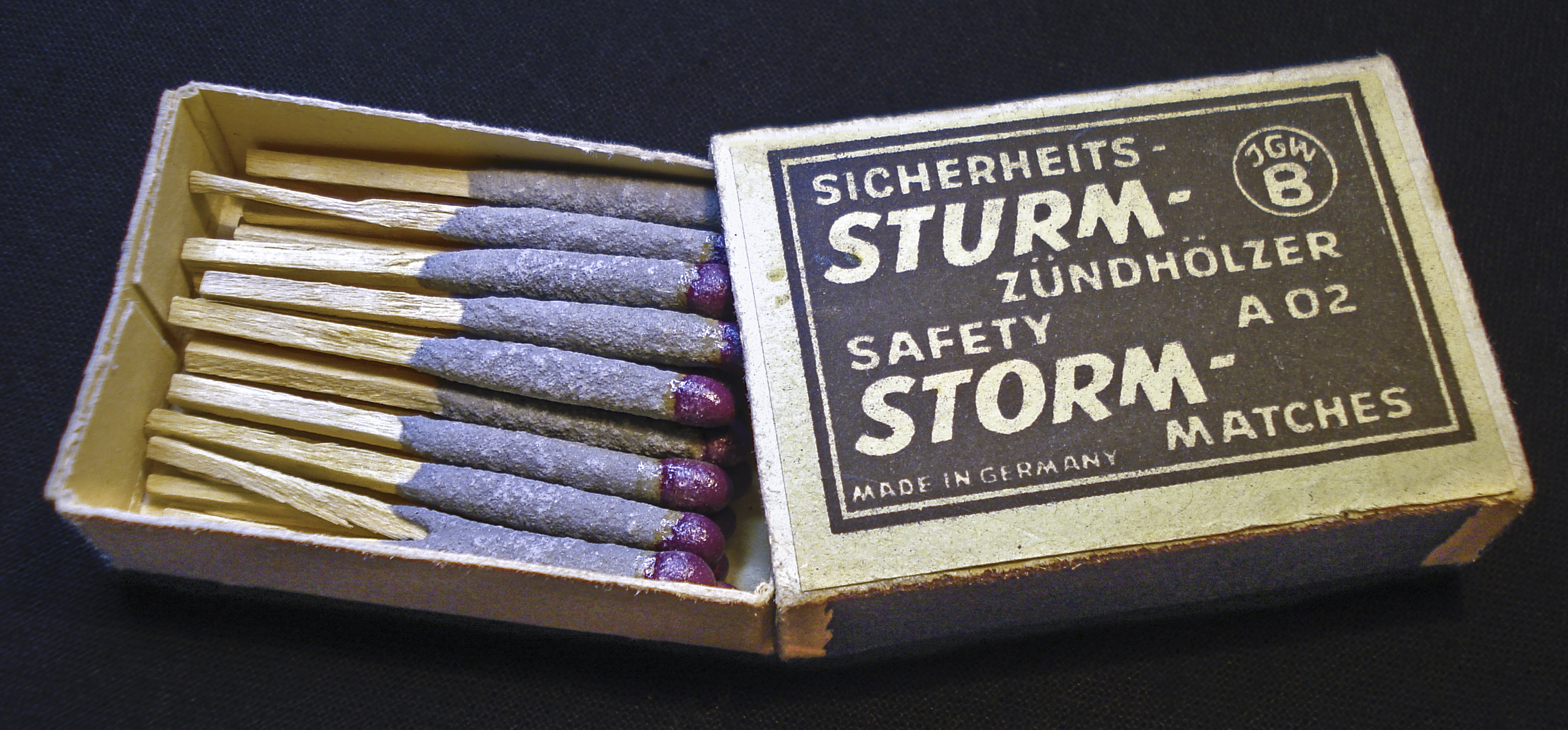
Sturmzündhölzer

Sturmstreichhölzer sind besonders windbeständig. Dies wird durch einen hohen Anteil an gasproduzierenden Brennstoffen und besonders durch den Zusatz von etwas Tetraphosphortrisulfid erreicht, das auch in Überallzündern verwendet wird. Sollte die Flamme durch zu starken Wind verlöschen, kann das Streichholz durch diesen Zusatz erneut aufflammen, nachdem die Bö abgeflaut ist. Für einen verbesserten Schutz gegen Feuchtigkeit sind sie oft mit Wachs behandelt. Diese Streichhölzer werden beim Zelten und Trekking verwendet und sind oft Teil von Notfallausrüstungen und Überlebenspaketen.
Bengalische Streichhölzer, auch Bengalhölzer, brennen mit gleißender, farbiger Flamme, meist in rot oder grün. Diese Miniaturversion eines bengalischen Feuers gehört zum Kleinstfeuerwerk und ist besonders in Deutschland beliebt. Die Mischung auf ihrem Schaft enthält die zur Flammenfärbung nötigen Metallsalze.
Pionierzündhölzer wurden entwickelt, um beim Militär und im Bergbau ein zuverlässiges Anzünden von Zündschnüren zu erleichtern. Speziell für Nachtoperationen gibt es Kompositionen, die ohne offene Flamme brennen, dafür aber eine besonders starke Glutfront haben. Dies kann z. B. durch Mischungen erreicht werden, die u. a. Holzkohle enthalten.
Außerdem gab und gibt es noch viele weitere ungewöhnliche Streichhölzer, darunter Scherzartikel mit explodierenden Köpfen und Streichhölzer, die ein Aroma oder sogar Gase zur Schädlingsbekämpfung verströmen.

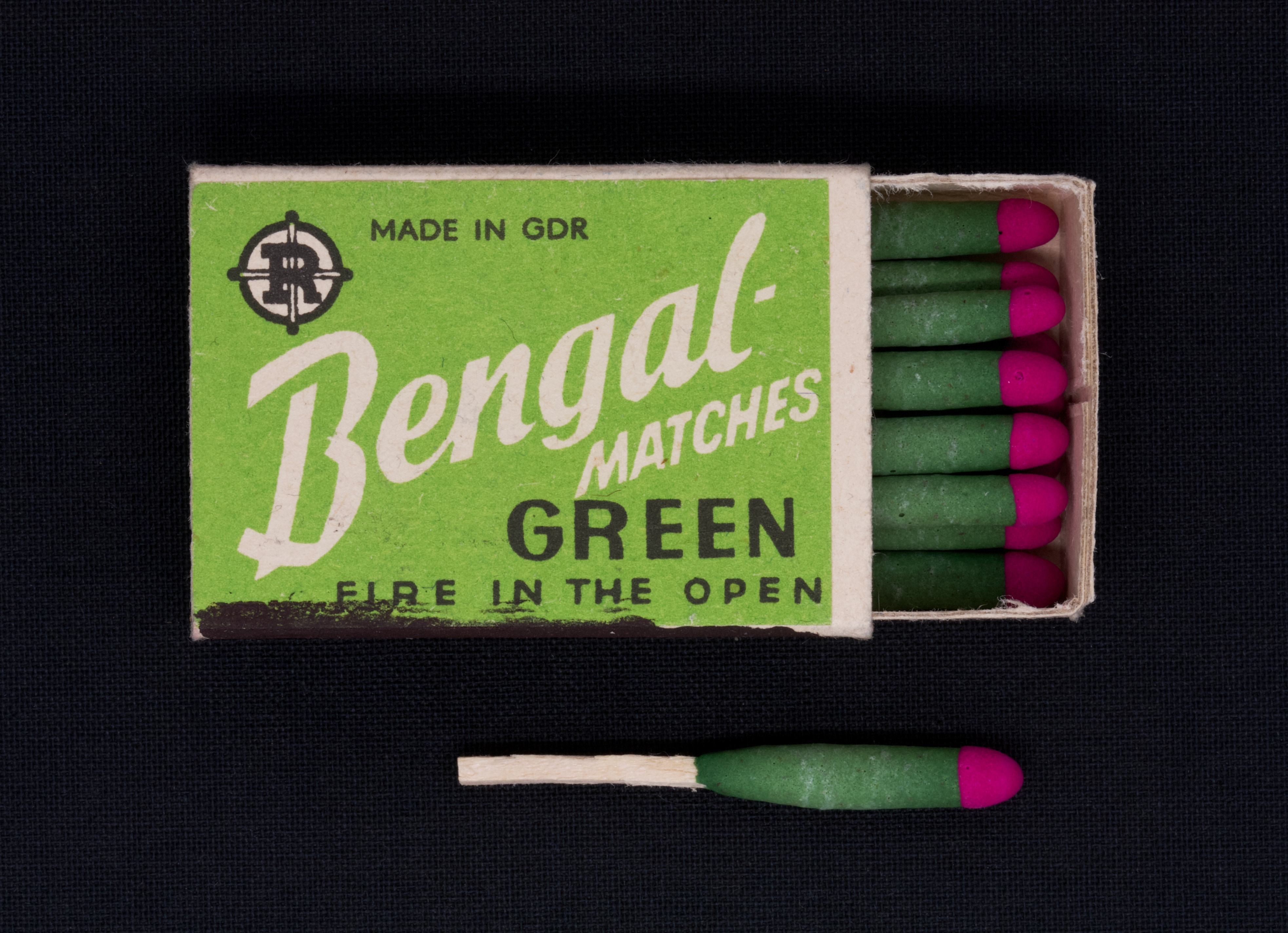
Bengal-Hölzchen grün
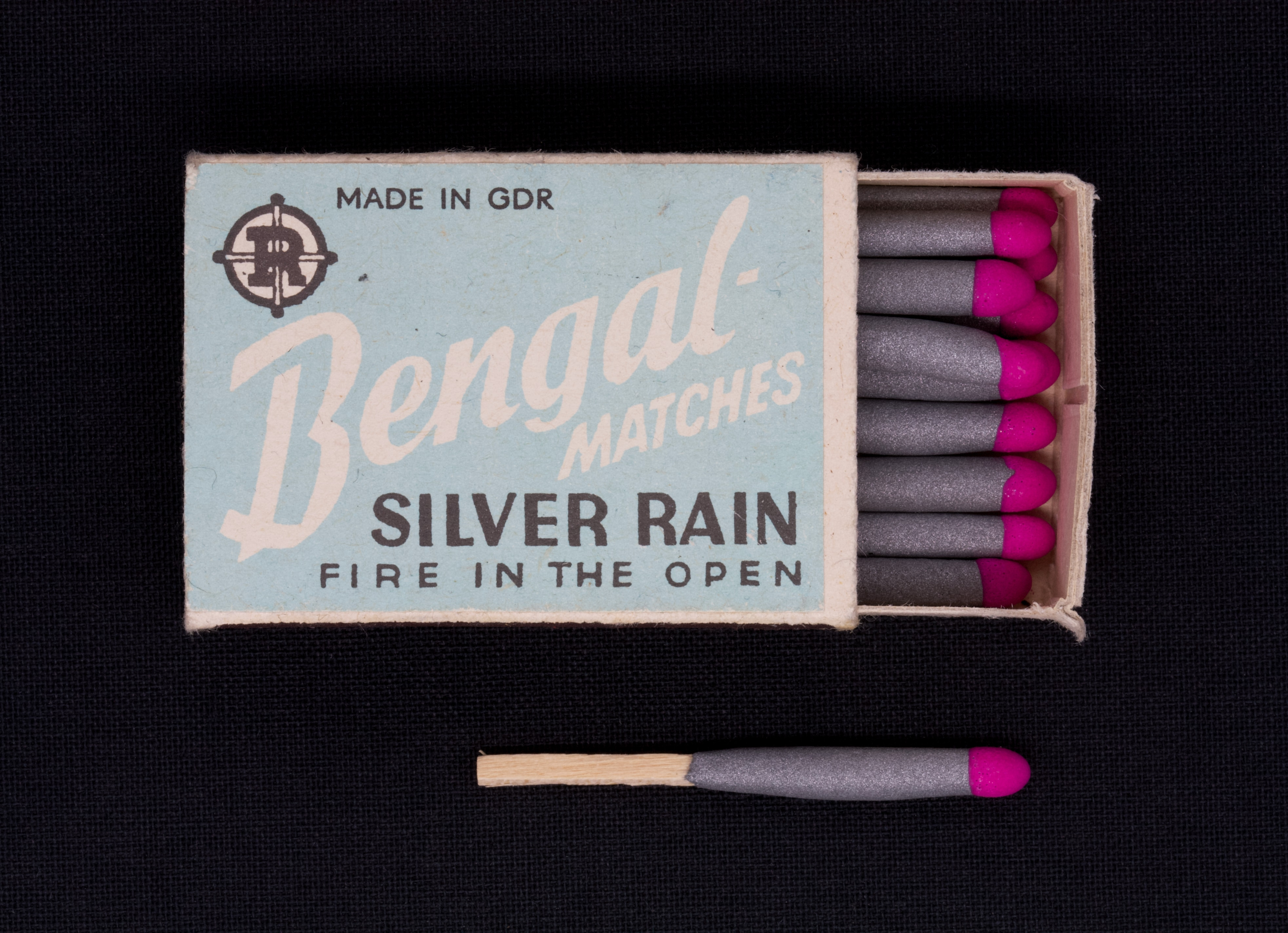
Bengal-Hölzchen Silberregen
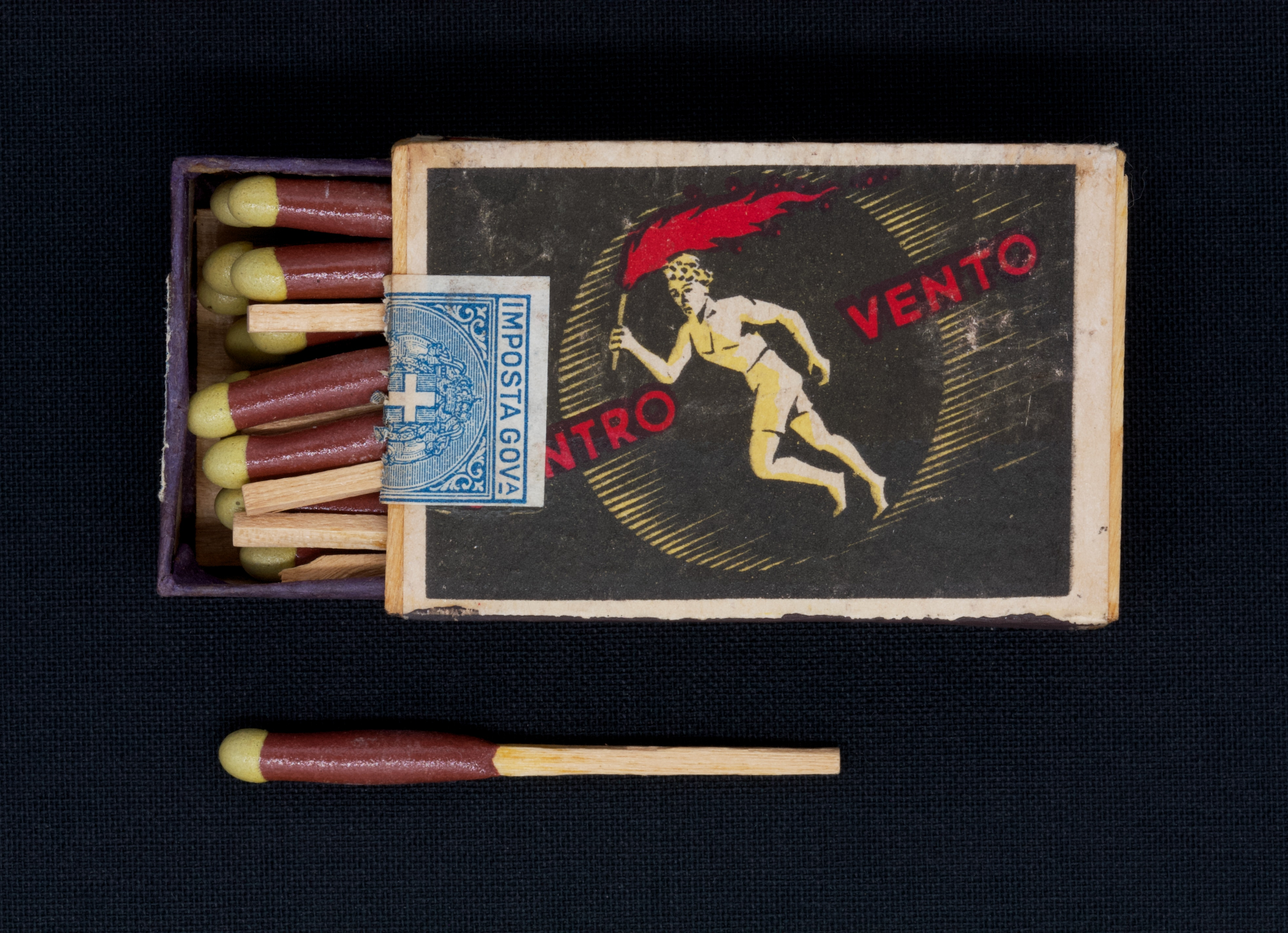
Contro Vento – Sturm-Hölzchen der S.A.F.F.A, 1930er Jahre
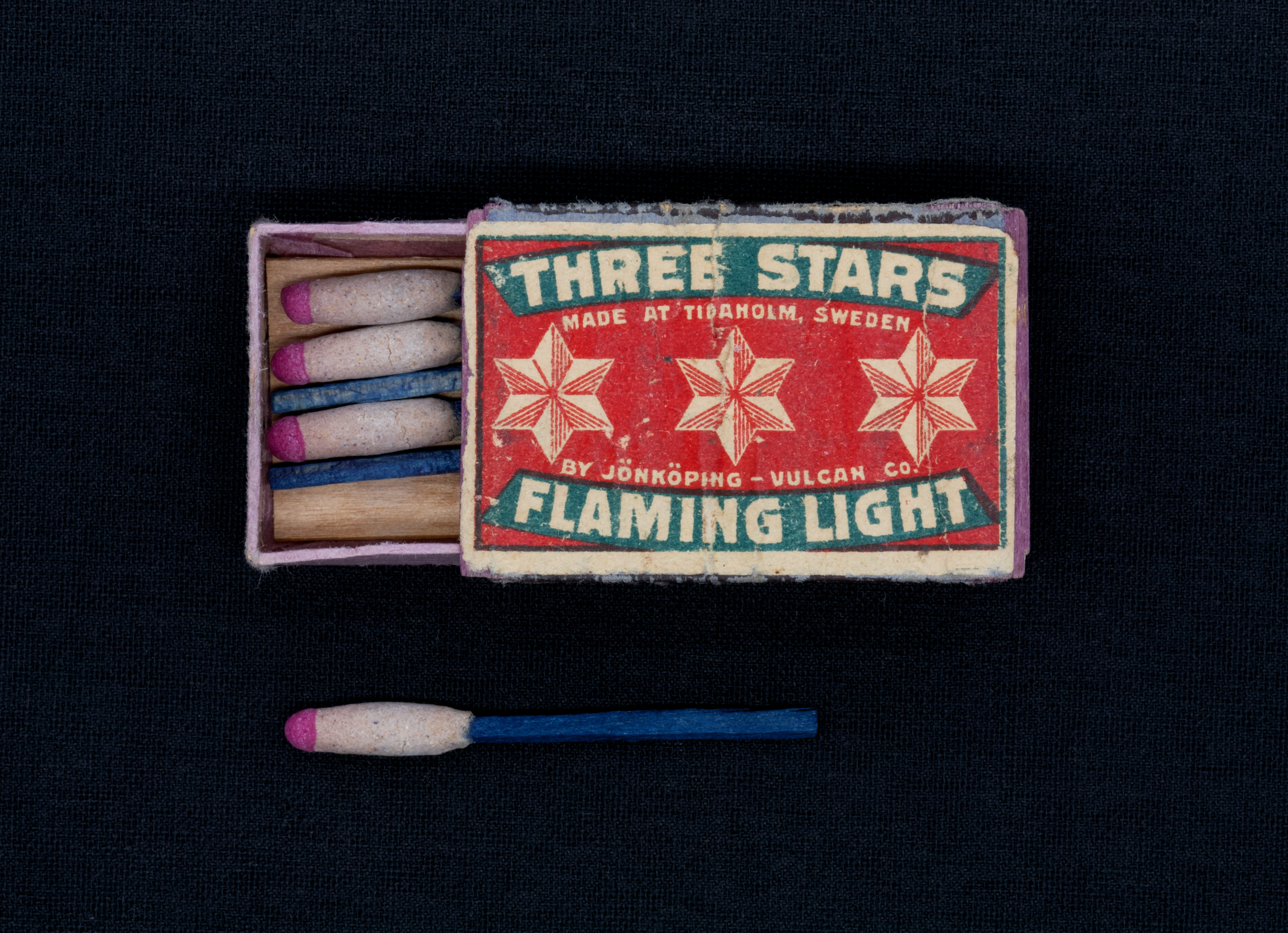
Flaming Lights – Alte Sturmhölzchen von Jönköping–Vulcan

### Reibköpfe und Anzündmittel
Ein Reibkopf (englisch Match Button) ist ein größerer Zündkopf an einem pyrotechnischen Gegenstand, der statt einer gewöhnlichen Zündschnur zum Anzünden verwendet wird. Das so sichere Konzept des Anzündens durch Reiben an einer Reibfläche wird hier auf andere Gegenstände, wie Knallkörper, angewendet. Reibköpfe brennen langsam mit konstanter Geschwindigkeit und intensiver Flamme und geben dem Anwender ausreichend Zeit, einen Sicherheitsabstand zu gewinnen. Auch viele pyrotechnische Lichtquellen und Signalmittel, wie die in den USA verbreiteten Road Flares und Railroad Fusees haben Reibköpfe, genau wie der M1 Fire Starter des US-Militärs, der verwendet wurde, um unter widrigen Bedingungen Feuer zu machen. Diese Mischungen enthalten manchmal nicht-hydrophile Bindemittel wie Schellack oder Nitrozellulose.
Eine weitere Anwendung desselben Prinzips sind einfache Abreißanzünder als manuelle Anzündmittel für Zündschnüre. Der amerikanische M1 Friction-Type Fuse Lighter besteht aus einer Metallkappe, deren Innenseite mit Zündmasse beschichtet ist und in die das Ende einer Zündschnur geklemmt wird. Durch Ziehen an einer mit Reibflächenmischung behandelten Reißleine, die durch ein Loch im Boden der Kappe führt, zündet die Masse und produziert eine kräftige Flamme. Dieses Gerät ist relativ billig und zuverlässig.

### Sonderformen und Kurioses
Eine ungewöhnliche Variante sind Sicherheitsstreichhölzer, die durch Zug gezündet werden. Diese sehr filigranen Papierstreichhölzer stecken einzeln in den Kanälen einer Art Wellpappe, die im Inneren mit einem Streifen Reibflächenmaterial beschichtet ist. Wird ein solches „Streichholz“ schnell aus seinem Kanal gezogen, passiert der Zündkopf die Reibfläche und entzündet sich. Das Wellpäppchen dient als Magazin und Verpackung und konnte z. B. auf eine Zigarettenschachtel aufgeklebt werden.
Zu den exotischen Kuriositäten gehört das „wiederverwendbare“ Streichholz, das auf Patenten von Rezső Kőnig und Zoltán Földi beruht und das vor Jahren mit überzogenen Behauptungen beworben wurde. Es handelte sich um ein kurzes, etwa bleistiftdickes Stäbchen mit einem Kern aus einer Sicherheitszündkopfmischung und einem Mantel aus einer langsam und kühl brennenden Komposition, deren entscheidende Komponente das teure und schlecht haltbare Metaldehyd war. Wiederholtes Zünden verdarb die Reibfläche und das „wiederverwendbare“ Zündholz wurde kein Erfolg. Trotzdem bleibt es eine verblüffende Kuriosität, denn es besitzt einen Primärzündmechanismus, der ausgeblasen und wieder angezündet werden kann.

## Aufbewahrung

### Funktionserhalt
Streichhölzer müssen vor Hitze, vor allem aber vor Feuchtigkeit geschützt aufbewahrt werden. In gemäßigtem Klima sind Streichhölzer sehr lange haltbar. Streichholzbriefchen, die ohne weitere Vorkehrungen aufbewahrt wurden, zeigten auch nach über 40 Jahren keine erkennbare Veränderung im Zündverhalten. Nur an den Pappschäften waren Altersspuren zu erkennen. Streichhölzer verderben in Kontakt mit Wasser schnell und unter sehr feuchten klimatischen Bedingungen mit der Zeit, denn die Zündköpfe ziehen Wasser und weichen auf. In Notrationen und Ähnlichem werden sie daher meist in Folie eingeschweißt.

### Zugriffsschutz
Eltern müssen ihre Kinder über die Gefahren durch Streichhölzer belehren, entschied der Bundesgerichtshof in mehreren Urteilen. Außerdem müssen sie im Rahmen ihrer Aufsichtspflicht Vorsorge tragen, dass ihre Kinder nicht unerlaubt in den Besitz von Streichhölzern gelangen.

### Schachteln

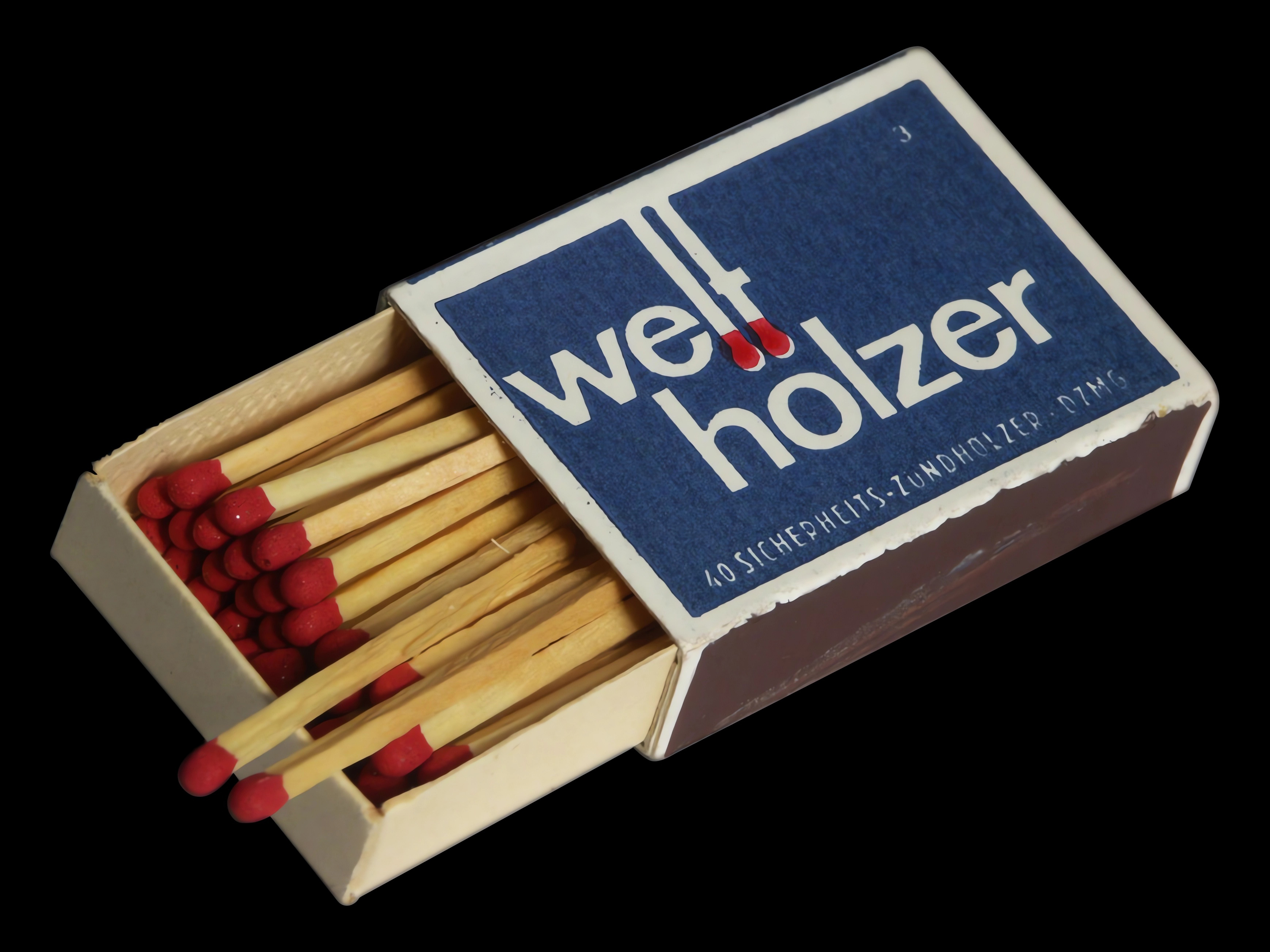
Streichholzschachtel (nach 1960)

Streichholzschachteln bestehen aus einer Lade und einer passenden Hülse mit ein oder zwei seitlichen Reibflächen. Sie bestanden früher aus Holzspan, werden aber heute meist aus Pappe gefertigt. Neben den üblichen quaderförmigen Schachteln gibt es auch solche in Form eines dreiseitigen Prismas oder Sonderformen für Werbezwecke. Zur Aufbewahrung in der Hosentasche gab es passende Metallhülsen, die seitlich im Bereich der Reibfläche Aussparungen besaßen. Dekorative Halterungen, die man auf den Tisch stellen konnte und die eine Schachtel leicht geöffnet aufnahmen, waren als Rauchzubehör verbreitet.

### Briefchen

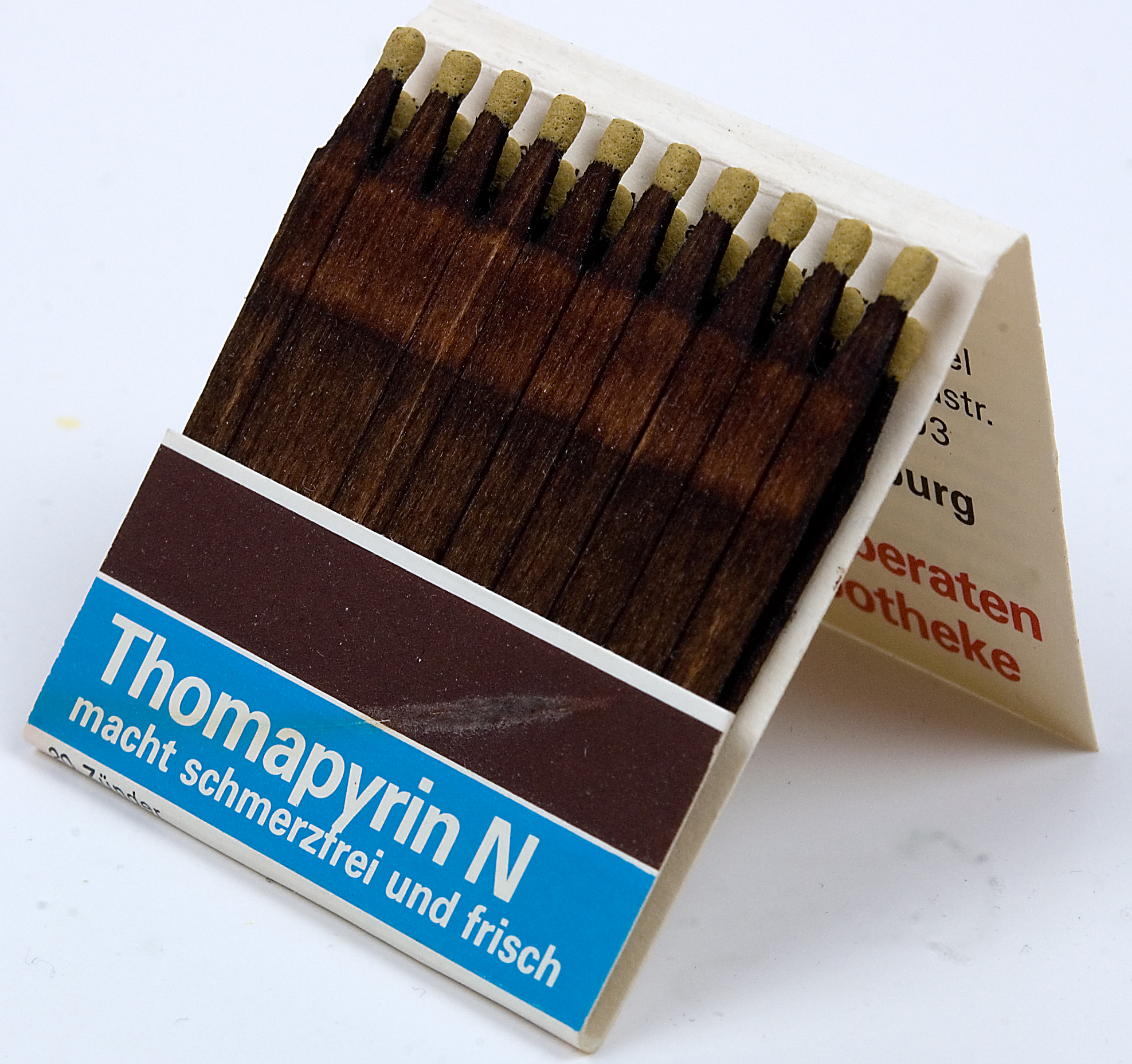
Streichholzbriefchen mit Werbeaufdruck

In Streichholzbriefchen, auch Streichholzheftchen genannt, sind die Streichhölzer in einem Holz- oder Pappkamm vereint. Die Streichhölzer können einzeln abgebrochen oder herausgerissen werden. Sie sind durch ein kleines Kartonheftchen geschützt, das auch die Reibfläche trägt. Streichholzbriefchen werden fachsprachlich auch als Buchzünder bezeichnet. Sie dienen als Werbeträger und als Feuerquelle in Not- und Feldrationen.
Werden mehrere Streichholzbriefchen in derselben Tasche getragen, besteht ein erhöhtes Unfallrisiko, denn die Zündköpfe eines Briefchens können mit der Reibfläche eines anderen Briefchens in Kontakt kommen und sich unbeabsichtigt entzünden.

## Herstellung
Die moderne Massenproduktion von Streichhölzern ist ein hochautomatisierter Hochgeschwindigkeitsprozess.
Für Streichholzbriefe werden die Pappschäfte in Kämmen mit jeweils hundert Schäften gestanzt, die nach der Produktion auseinandergeschnitten und geheftet werden. Eine solche Stanze kann 2,5 Millionen Schäfte pro Stunde produzieren. Ausgehend von roher Pappe dauert die Produktion von fertigen Pappstreichhölzern, die in Briefchen geheftet werden können, etwa 30 Minuten.
Für hölzerne Streichhölzer werden die Holzschäfte mit quadratischem Querschnitt hergestellt, indem von Baumstammabschnitten zuerst ein Furnier der benötigten Stärke abgeschält und dann in einzelne Schäfte zerschnitten wird. Diese werden anschließend mit flammhemmenden Phosphatsalzen wie Diammoniumhydrogenphosphat imprägniert.
Die Spitzen der Schäfte durchlaufen nun ein Bad aus geschmolzenem Paraffin.
Danach wird der Zündkopf angebracht. Die Zündmasse befindet sich als wässrige, dickflüssige, glatte Suspension in einem Sumpf, in dem ein liegender Zylinder um seine Achse rotiert und dadurch die Masse auf seiner Mantelfläche zu einem Flüssigkeitsfilm auszieht. Die Spitzen der Schäfte werden getaucht, indem sie den Film aus Zündmasse durchlaufen, wobei die Mantelgeschwindigkeit des Zylinders mit der Transportgeschwindigkeit der Schäfte synchronisiert ist. Während sich ein symmetrischer, gleichmäßig gerundeter Tropfen aus Zündmasse bildet, wird kalte Luft über die Streichhölzer geblasen. Die Hölzchen gelangen nun in den Trockner, dessen erste Aufgabe das zügige Gelieren des Zündkopfes bei einer relativen Luftfeuchtigkeit von 45–55 % ist. Erst danach beginnt der Entzug von Wasser.
Sicherheitsstreichhölzer müssen viele, teils sehr widersprüchliche Anforderungen erfüllen. Um die Chemie und Zusammensetzung der folgenden Zündkopf- und Reibflächenmischungen zu verstehen, hilft es, einen Teil dieser Anforderungen zu betrachten:
Obwohl die zur Zündung verwendete Armstrongsche Mischung unberechenbar und sehr gefährlich ist, muss die Zündung sehr zuverlässig und gleichzeitig sehr sicher für Verbraucher sein. Nach der Zündung muss der Abbrand des Kopfes gleichmäßig, ohne Verpuffungen oder fliegende Funken, verlaufen. Letzteres wird, wie im Abschnitt Sicherheitsstreichholz beschrieben, durch die Zugabe von Glas oder Silikaten erreicht. Auch der Phosphor der Reibfläche muss vor dem Verbrennen geschützt werden und darf keinen Funkenregen verursachen, was durch die Auswahl eines geeigneten Bindemittels gewährleistet wird. Ein Bindemittel mit höherer Klebkraft reduziert den Verschleiß der Reibfläche, aber gleichzeitig auch die Zündfreudigkeit. Da Zündfähigkeit, Funkenbildung und Verschleiß der Reibfläche zusammenhängen, müssen Zündkopf- und Reibflächenmischung nicht nur in sich präzise sein, sie müssen auch aufeinander abgestimmt werden und selbst das Zünden an einer „fremden“ Reibfläche darf kein Risiko darstellen. Auch das Glaspulver in der Reibfläche trägt zum Schutz gegen Abbrand und Verschleiß bei.
Eine noch komplexere Rolle spielt das Bindemittel des Zündkopfes. Der Klebstoff muss hart genug sein, um vor der Zündung einen einfachen Abrieb zu ermöglichen. Die Menge des Bindemittels ist durch seine Rolle als pyrotechnischer Brennstoff begrenzt. Da Zündköpfe in Bezug auf den Oxidator ohnehin schon sehr brennstoffreich sind, würde zu viel zusätzlicher Kleber zu einem schmorenden Kopf führen, dessen Temperatur den Flammpunkt des Paraffins nicht erreicht. Der Zündkopf würde versagen.
Die moderne Streichholzproduktion verwendet für Köpfe nur eine Sorte Bindemittel in wenigen Härtegraden: Hautleim. Er hat die Eigenschaft, bei Abkühlung einer konzentrierten Lösung unter 30 °C ein reversibles Gel zu bilden, in dem die Komponenten der Mischung suspendiert bleiben, ohne abzusinken und sich zu trennen. Dies sorgt für einen homogenen Zündkopf, der gleichmäßig und ohne Verpuffungen verbrennt. Sollte der Leim jedoch beim Trocknen eine Haut und damit eine harte, äußere Schicht bilden, wird der Streichholzkopf beim Zünden explodieren, denn Zündkopfmischungen sind sehr empfindlich gegenüber selbst geringster Verdämmung und verbrennen dann meist explosionsartig. Die Bildung von Leimhäuten wird durch feuchtwarme Produktionsbedingungen befördert, die das Gelieren des Zündkopfes verzögern. Vor der Verbreitung von Temperatur- und Feuchtigkeitssteuerung in der Streichholztrocknung waren explodierende Köpfe nicht selten.
Der Schwefel dient zum einen, ähnlich wie beim Schwarzpulver, als früh reagierendes Reduktionsmittel mit niedriger Zündtemperatur, zum anderen überdeckt er durch den prägnanten Geruch seiner Verbrennungsprodukte den als noch unangenehmer wahrgenommenen Geruch von verbrennendem Leim. In anderen Mischungen erfüllt Kolophoniumpulver eine ähnliche Rolle.
|                        | 1 (%) | 2 (%) | 3a (%) | 3b (%) |
| ---------------------- | ----- | ----- | ------ | ------ |
| Hautleim               | 9–11  | 11    | 11     | 11     |
| Stärke                 | 2–3   |       | 4      | 5      |
| Schwefel               | 3–5   | 5     |        | 6      |
| Kaliumchlorat          | 45–55 | 51    | 32     | 37     |
| Neutralisator          | 3     | 7     | 6      | 1      |
| Kieselgur              | 5–6   |       |        | 3      |
| Glaspulver, Silikate   | 15–32 | 15    | 33     | 21,5   |
| Brennratenkatalysator  | n. B. | 1     |        | 0,5    |
| Farbstoffe             | n. B. |       |        |        |
| Eisen(III)-Oxid        |       | 6     |        |        |
| Mangandioxid           |       | 4     |        |        |
| Paraffin               |       |       |        | 2      |
| Tetraphosphortrisulfid |       |       | 10     | 3      |
| Kolophonium            |       |       | 4      | 6      |
| Dammar                 |       |       |        | 3      |

Mischung 1 ist die Zündmasse eines amerikanischen Sicherheitsstreichholzes von vor 1989, Mischung 2 die eines europäischen vor 1973, die ursprünglich aus Shidlovskii (siehe Literatur) stammt. Die Nummern 3a und 3b sind die beiden Zündmassen für ein amerikanisches Überall-Zündholz mit reibungsempfindlicher Spitze (3a) und weniger sensitivem Rumpf (3b), ebenfalls vor 1989. Diese Kompositionen waren auch 2001 noch repräsentativ.
Sowohl die Zündköpfe wie auch die Reibflächen enthalten eine unlösliche, säureneutralisierende Verbindung wie Calciumcarbonat oder Zinkoxid. Dieser Neutralisator unterbindet ein fortschreitendes Oxidieren von Schwefel im Kopf und Phosphor in der Reibfläche. Letzteres kann durch den katalytischen Einfluss bestimmter Schwermetalle, insbesondere Kupfer, extrem beschleunigt werden. So kam es in der Vergangenheit gelegentlich zur rätselhaften Zerstörung von Reibflächen, wenn zum Beispiel kupferhaltige Metalleffektpigmente zur Dekoration der Streichholzbriefchen verwendet wurden.
Die Brennratenkatalysatoren sind die am schlechtesten verstandene Komponente moderner Zündköpfe. Zum einen helfen sie die Brennrate der Komposition einzustellen. Zum anderen erleichtern sie den Übergang von der primären Reaktion zwischen Phosphor und Chlorat zu einem brennenden Kopf. Früher wurde meist Kaliumdichromat in teils erheblichen Mengen verwendet, aber selbst kleine Mengen haben einen deutlichen Einfluss auf das Zündverhalten. Es kann durch Bleiverbindungen wie Bleithiosulfat oder allgemein durch feinverteilte Metalloxide ersetzt werden, die verschiedene Valenzzustände einnehmen können. So werden in Europa die giftigen und in den USA nach wie vor verwendeten Chrom- und Bleiverbindungen durch Mangandioxid ersetzt. In verwandten pyrotechnischen Sätzen senken ähnliche Verbindungen die Zersetzungstemperatur geschmolzener Chlorate und werden daher Katalysatoren genannt, auch wenn das genaue Wirkprinzip nicht bekannt ist.
|                     | 1 (%) | 2 (%) | 3 (%) |
| ------------------- | ----- | ----- | ----- |
| Glutinleim          |       | 16    | 9,3   |
| Dextrine            | 20    |       | 7     |
| roter Phosphor      | 50    | 50    | 37,2  |
| Antimon(III)-sulfid |       |       | 33,5  |
| Eisen(III)-Oxid     |       |       | 7     |
| Mangandioxid        |       |       | 3,4   |
| Calciumcarbonat     |       | 5     | 2     |
| Glaspulver          | 30    | 25    | 0,6   |
| Industrieruß        |       | 4     |       |

Die Reibflächen für Sicherheitsstreichhölzer werden durch Walzenbeschichtung auf die Verpackungen der Hölzchen aufgebracht. Dabei werden wässrige Suspensionen der hier gezeigten oder ähnlicher Mischungen verwendet. Heutzutage wird das Bindemittel der Reibflächen anschließend unlöslich gemacht, entweder durch Behandlung mit Formaldehyd, Casein und Ammoniak oder einen anderen Härtungsprozess. Dies verhindert ein Ausfärben, wenn die Reibfläche z. B. durch Regen oder Schweiß feucht wird. Reibflächen, die nicht-wasserbasierte Bindemittel verwenden, um erhöhte Wetterfestigkeit zu erreichen oder auf Oberflächen aus Glas oder Metall zu haften, existieren, sind aber den klassischen wasserbasierten Mischungen in ihrer Funktion meist unterlegen.
Antimon(III)-sulfid, das eine entscheidende Rolle in John Walkers erstem echten Streichholz spielte, wird kaum noch verwendet. Zündköpfe mit Antimon(III)-sulfid und Chlorat können sich an rauen Oberflächen entzünden, sind also keine Sicherheitszündköpfe. Um das Sicherheitskonzept zu erfüllen, wird es heute, wenn überhaupt, in Reibflächen verwendet, um einen Teil des Phosphors zu ersetzen. In den USA war es bis ca. 1989 als „strategisches und kritisches Material“ eingestuft und wurde von der Streichholzindustrie nicht verwendet. Es ist relativ teuer und hat durch sein hohes spezifisches Gewicht die Tendenz, aus der Suspension zu fallen.

## Sicherheit und Toxizität
Obwohl Sicherheitsstreichhölzer sehr sicher sind, können sie sich unter bestimmten Bedingungen auch ohne Reibfläche entzünden. Im Ofen erwärmt, zünden Sicherheitsstreichhölzer spontan bei 180–200 °C, Überall-Zündhölzer bei etwa 120 °C. Ein gezielter Hammerschlag kann einen Sicherheitszündkopf zur Explosion bringen. Auch Kontakt mit Schwefelsäure (≥60 %) führt zur Zündung. Schließlich gibt es Leute, die das Kunststück beherrschen, ein Sicherheitsstreichholz an einer Glasscheibe oder einem glatten Stück fester Pappe zu entzünden, indem sie beim Streichen genug Druck ausüben um den Zündkopf durch Reibung zu erhitzen, ohne ihn dabei zum Bersten zu bringen.
Um das Brandverhalten zu untersuchen, wurden in Kartons mit 50 Schachteln à 50 Streichholzbriefchen einzelne Briefchen elektrisch ferngezündet. In diesen Versuchen erfasste das Feuer ausschließlich Briefchen in der Schachtel des Brandherdes und oft nur wenige, bevor es wegen Sauerstoffmangels erlosch. Die Energie der gezündeten Köpfe reicht nicht aus, um unter diesen Bedingungen einen größeren Brand zu verursachen. Das Sammeln größerer Mengen Zündmasse führt jedoch immer wieder zu schweren Unfällen.
Im Transportwesen sind Streichhölzer als Gefahrgut eingestuft und müssen als Entzündbare feste Stoffe (Klasse 4.1) deklariert werden. Stand 2020 werden die folgenden UN-Nummern verwendet: Sicherheitsstreichhölzer (UN 1944), Überall-Zündhölzer (UN 1331), Sturmzündhölzer (UN 2254) und Wachszündhölzer (UN 1945).
Die leicht bitteren, salzigen Zündköpfe werden oft von Kindern und Haustieren gelutscht und zerkaut. Ein einzelner Zündkopf enthält ca. 9 mg Kaliumchlorat und eine Dosis von bis zu 1 g ist für einen Erwachsenen nicht giftig. Die anderen Inhaltsstoffe sind entweder harmlos oder in so geringer Menge enthalten, dass sie als unbedenklich gelten. Selbst wenn Kinder ein ganzes Streichholzbriefchen zerkauen, besteht kaum ein gesundheitliches Risiko. Die Einnahme großer Mengen führt zu einer Kaliumchlorat-Intoxikation. Von einem regelmäßigen Konsum wird abgeraten.
Der in Reibflächen verwendete rote Phosphor ist ungiftig, sofern er rein ist. In der Streichholzherstellung werden seit vielen Jahrzehnten täglich große Mengen zu Reibflächen verarbeitet, ohne dass gesundheitliche Auswirkungen erkennbar wurden. Weißer Phosphor ist hingegen hochgiftig und darum seit über hundert Jahren in der Streichholzherstellung verboten. Reibflächen sind gesundheitlich unbedenklich.

## Sonstiges
- Das Sammeln größerer Mengen Zündmasse kann in Deutschland als Vergehen gegen das Sprengstoffgesetz verfolgt werden.
- Streichhölzer sind nicht vegan, denn die Zündköpfe enthalten Tierleim.
- Das Sammeln von Streichholzschachteln und -briefchen wird als Phillumenie bezeichnet.
- Die ältere Bezeichnung Schwefelhölzer ist im Titel des Märchens Das kleine Mädchen mit den Schwefelhölzern von Hans Christian Andersen erhalten.
- Im Kinderbuch Struwwelpeter von 1844 ist Die gar traurige Geschichte mit dem Feuerzeug enthalten, die eine frühe Warnung an Kinder darstellt, nicht mit Streichhölzern zu spielen. Durch die, verglichen mit früheren Feuerzeugen, leichte Benutzbarkeit konnten auch Kinder damit Feuer entzünden, so dass eine neue Gefahr entstanden war.

### Spiele und Bastelarbeiten
Die meist leicht zugänglichen Streichhölzer werden für Freizeitspiele genutzt. Hierzu gehören Denkaufgaben, bei denen durch Umlegen von Hölzern die Lösung zu finden ist. Als Merk- und Spielstäbchen für das Knobeln sind Streichhölzer ebenfalls einsetzbar. Sie werden auch für viele Bastelarbeiten verwendet.

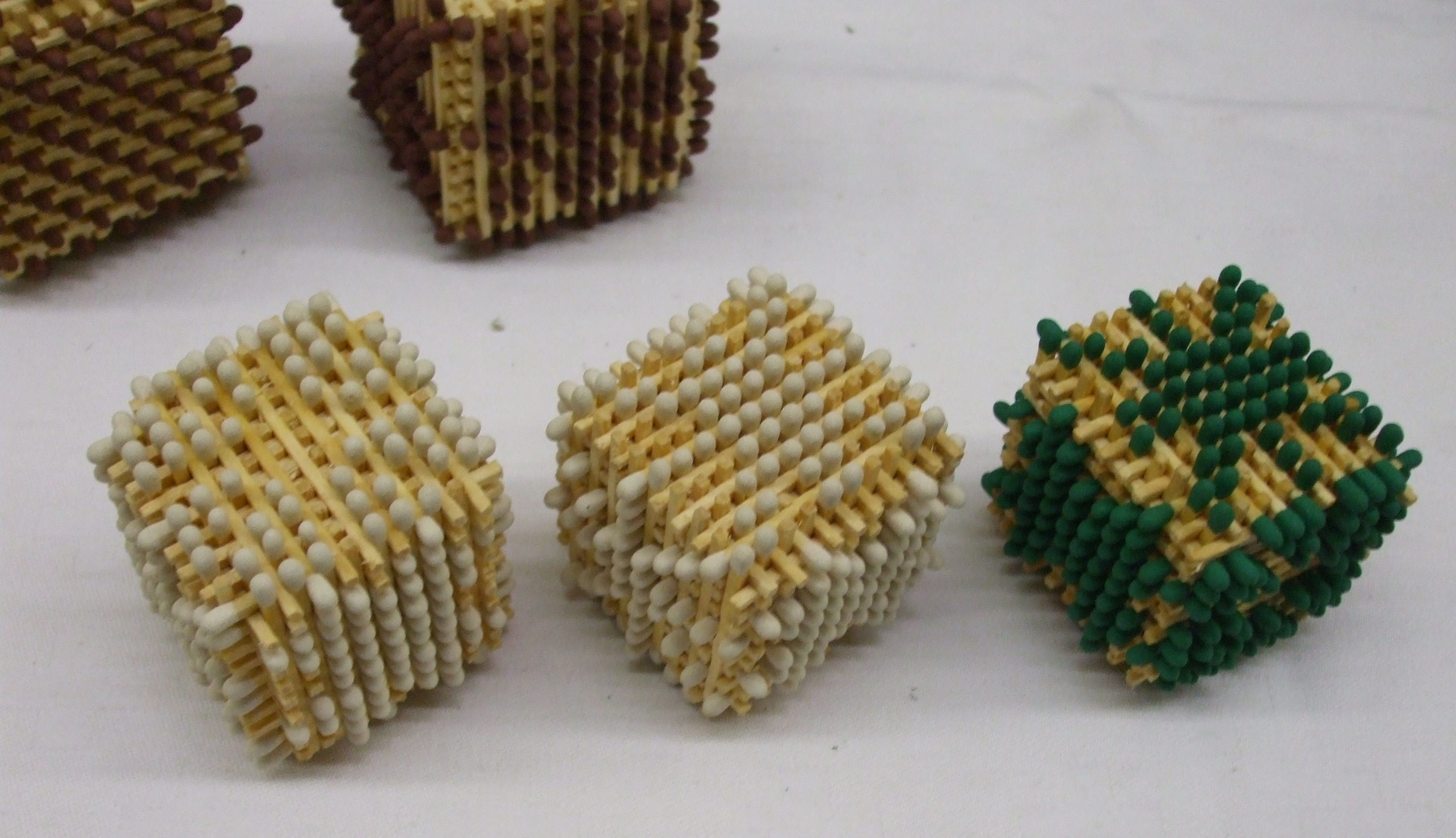
Streichholzwürfel ohne Zusatz von Klebstoff
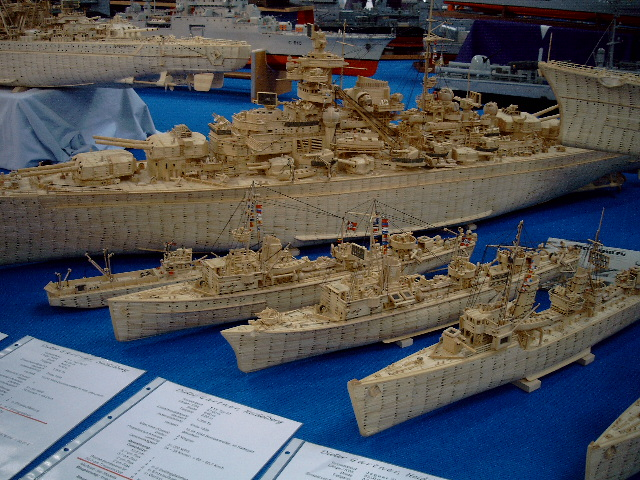
Schiffsmodelle aus Streichhölzern
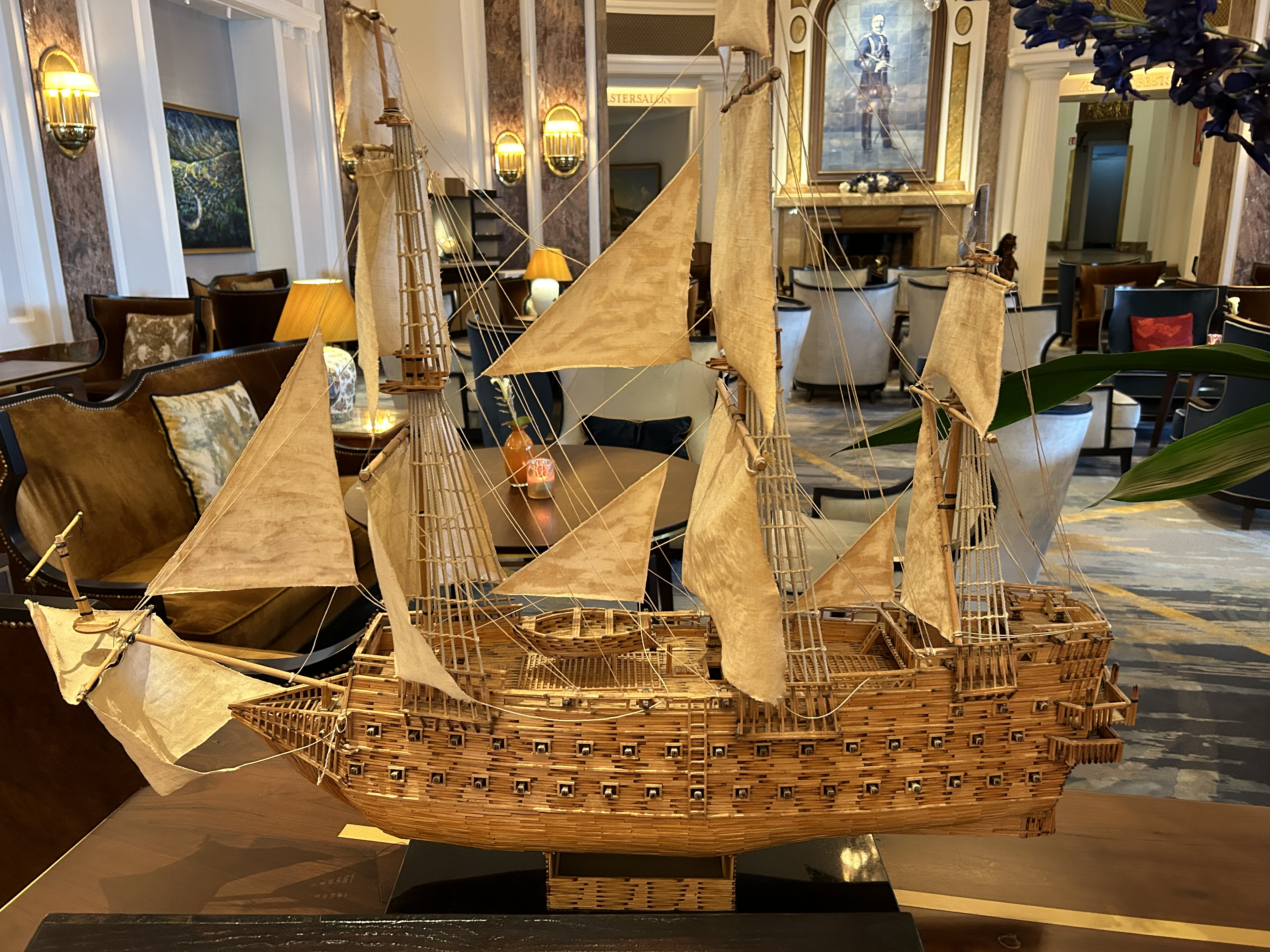
Nachbau der „San Juan Nepomuceno“ aus 12.000 Streichhölzern
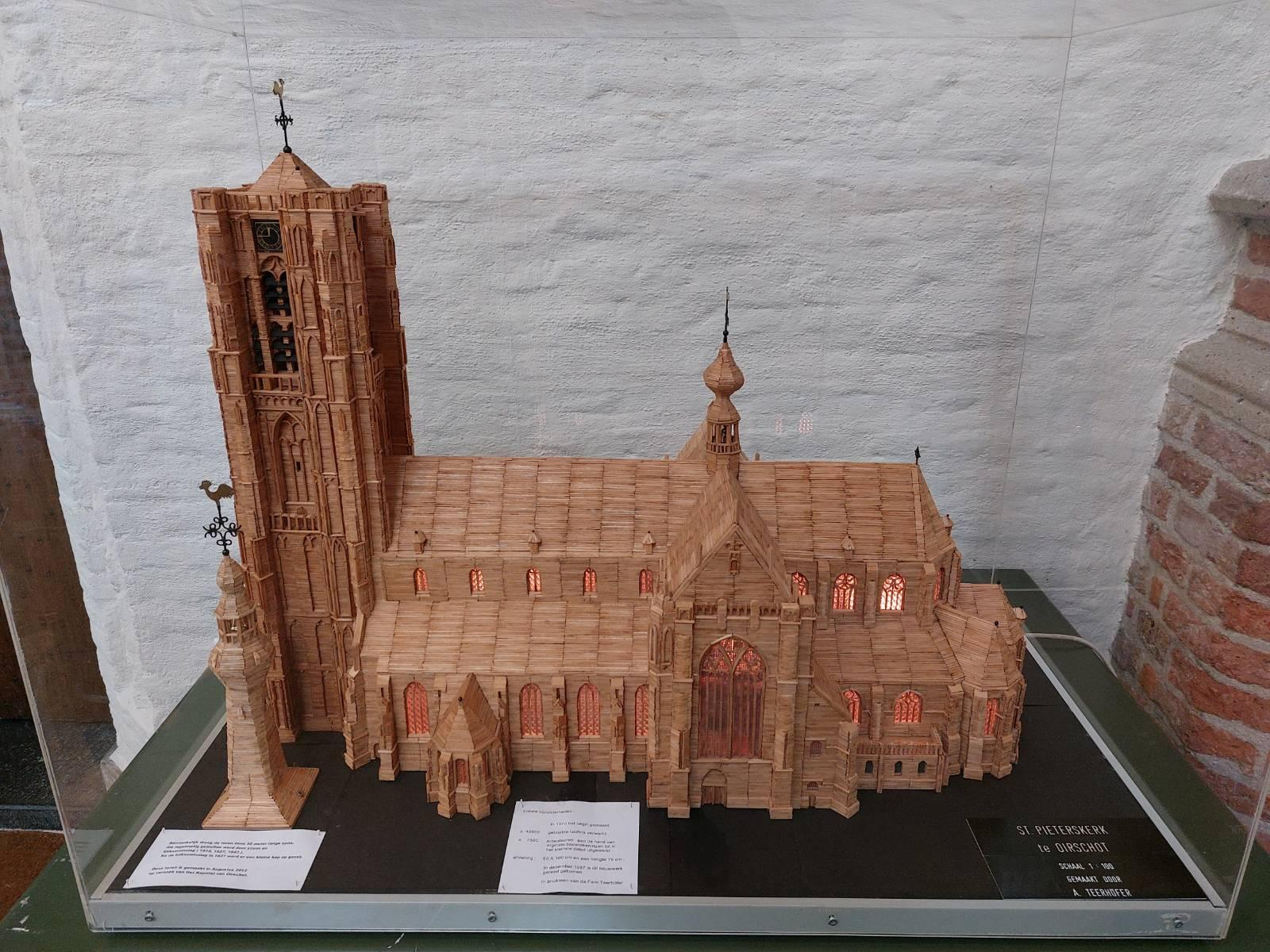
Modell einer Kirche aus Streichhölzern.

### Streichholzmuseen
Streichholzmuseen gibt es in Europa in Jönköping (Schweden), in Sušice (Böhmerwald) (Tschechien), in Grafenwiesen und Bispingen (Deutschland), in Tomar (Portugal), in Schönenwerd (Schweiz) sowie in Bystrzyca Kłodzka und Częstochowa (Polen).

## Galerie

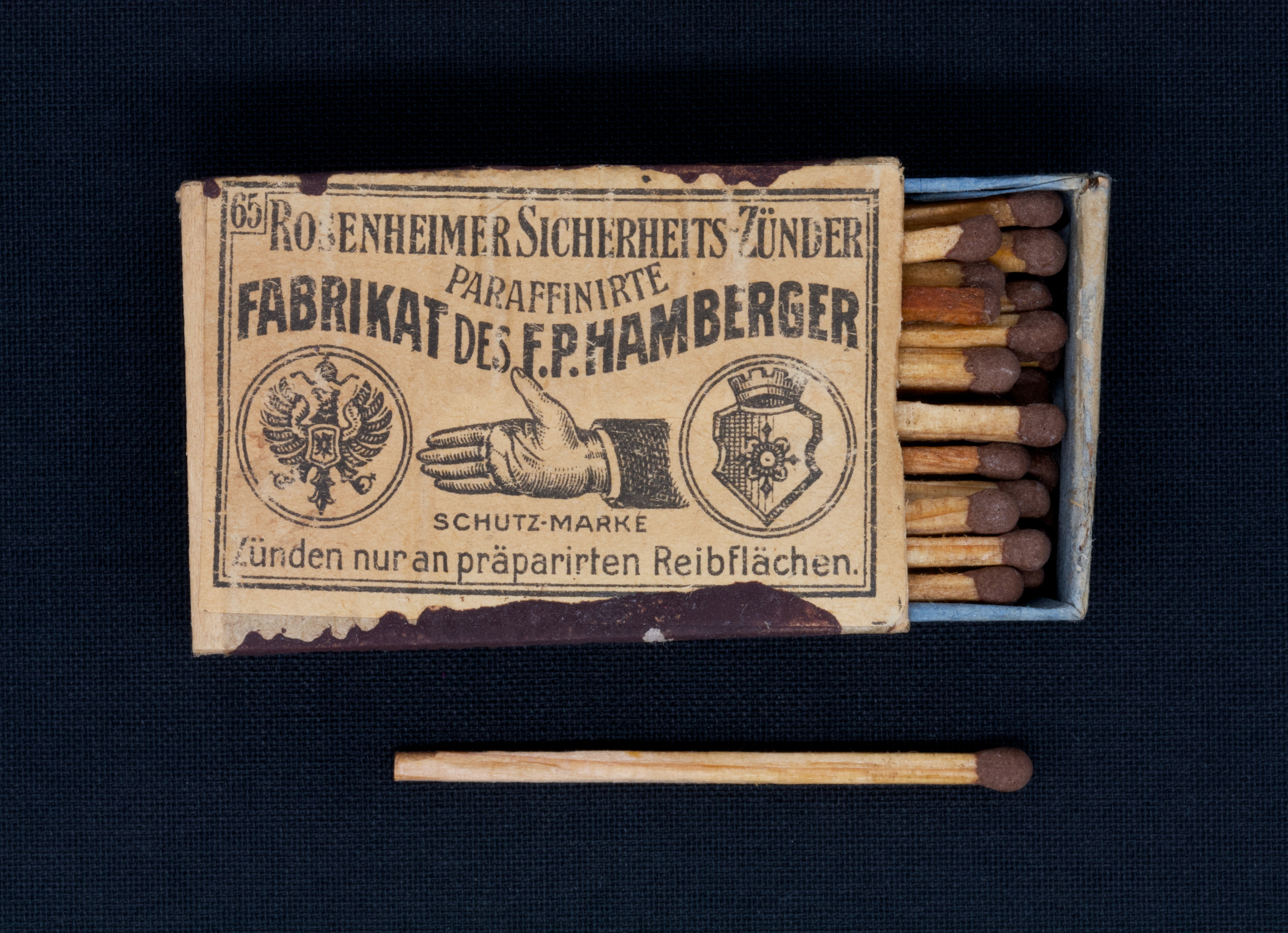
Fabrikat des F. P. Hamberger
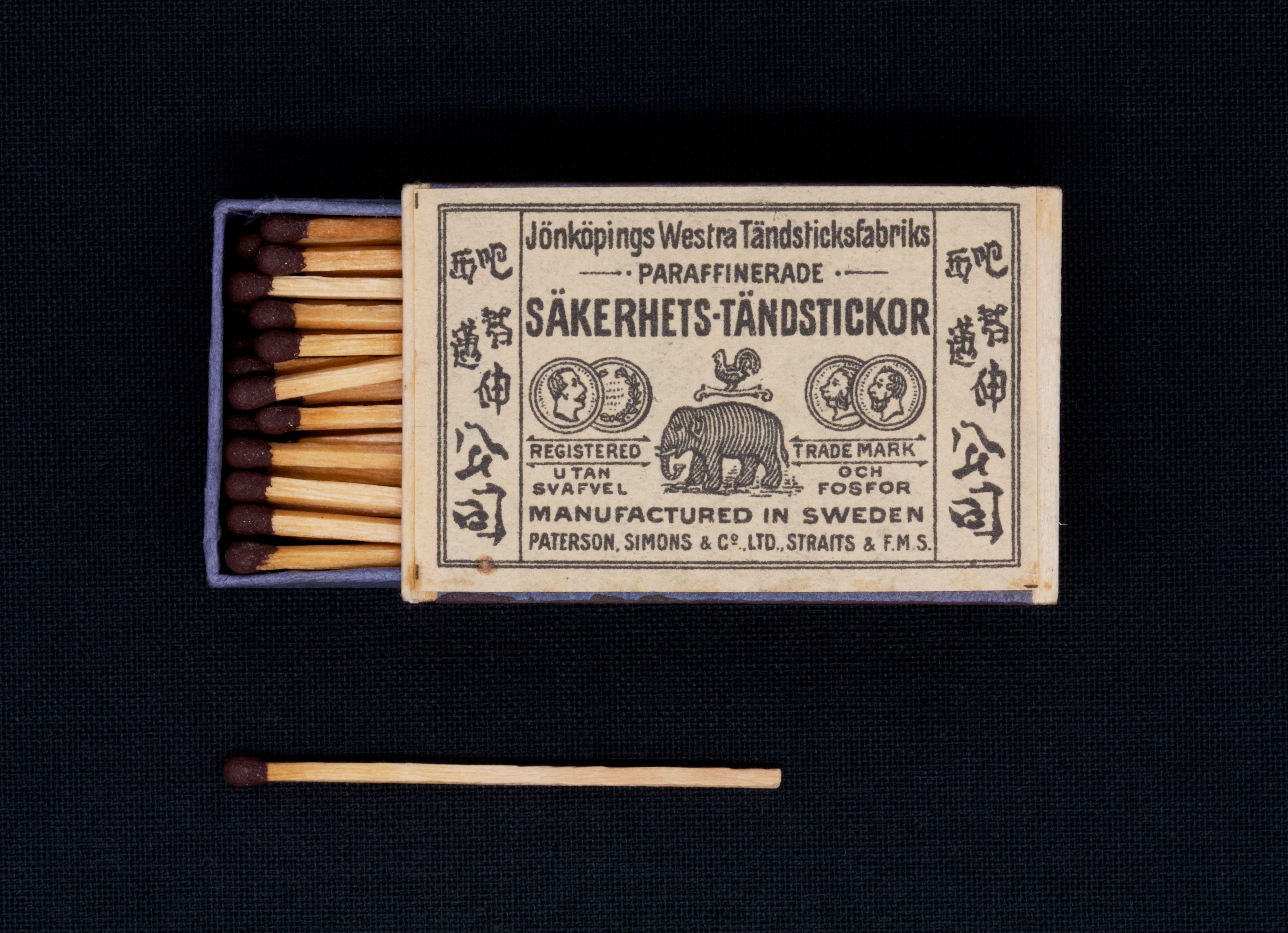
Export nach Asien
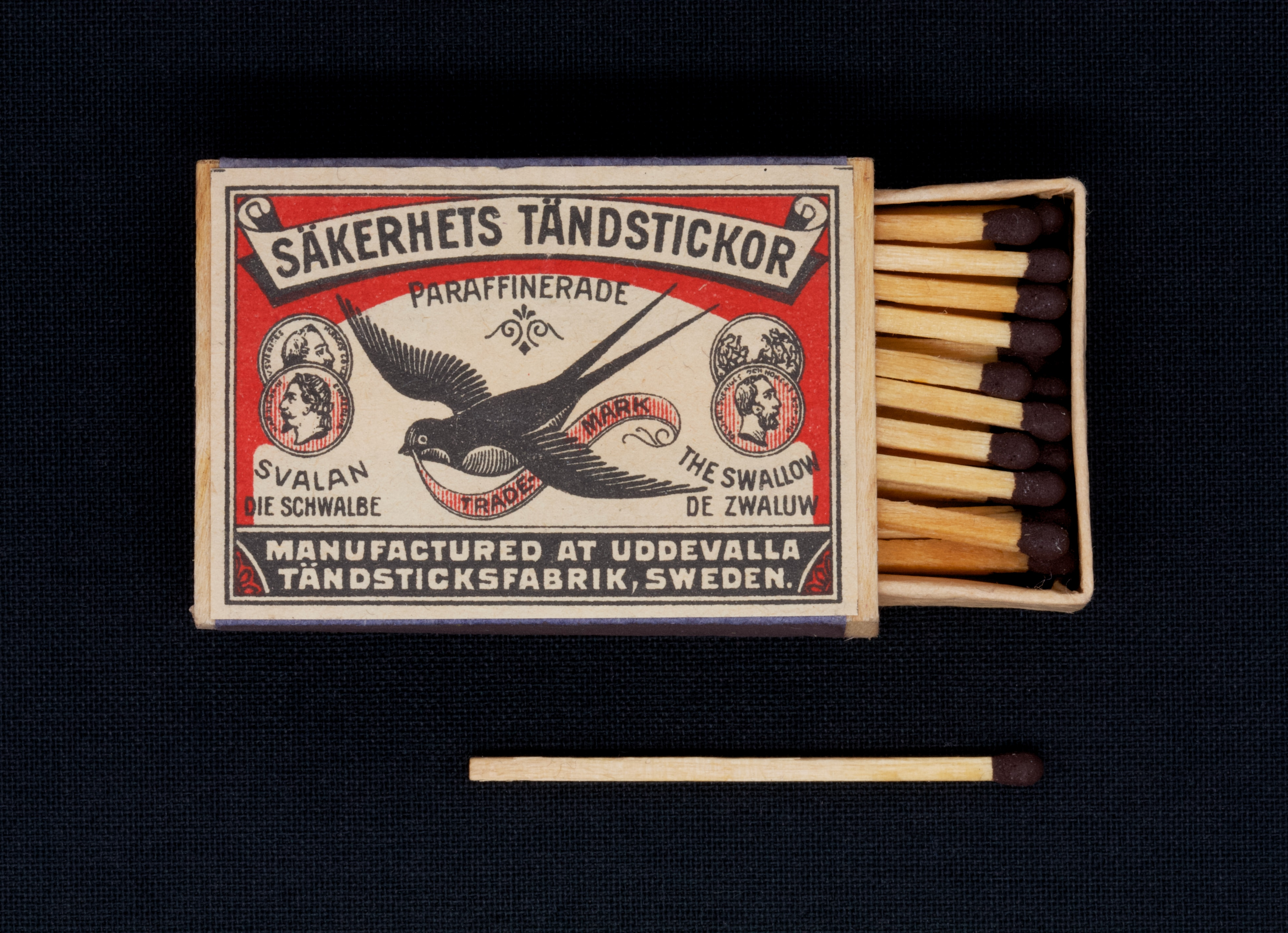
Die Schwalbe – in vier Sprachen
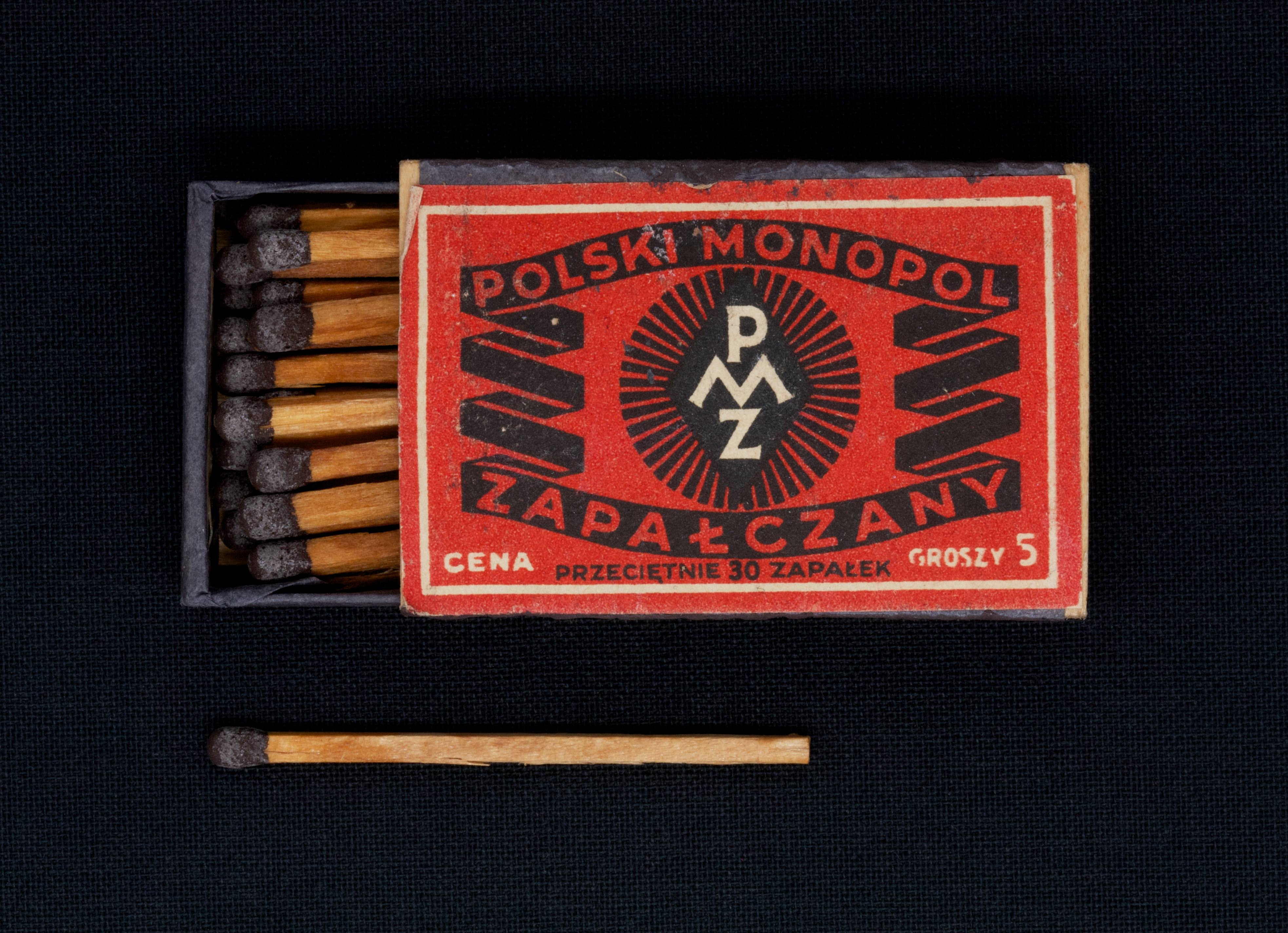
Polnische Monopol-Hölzchen
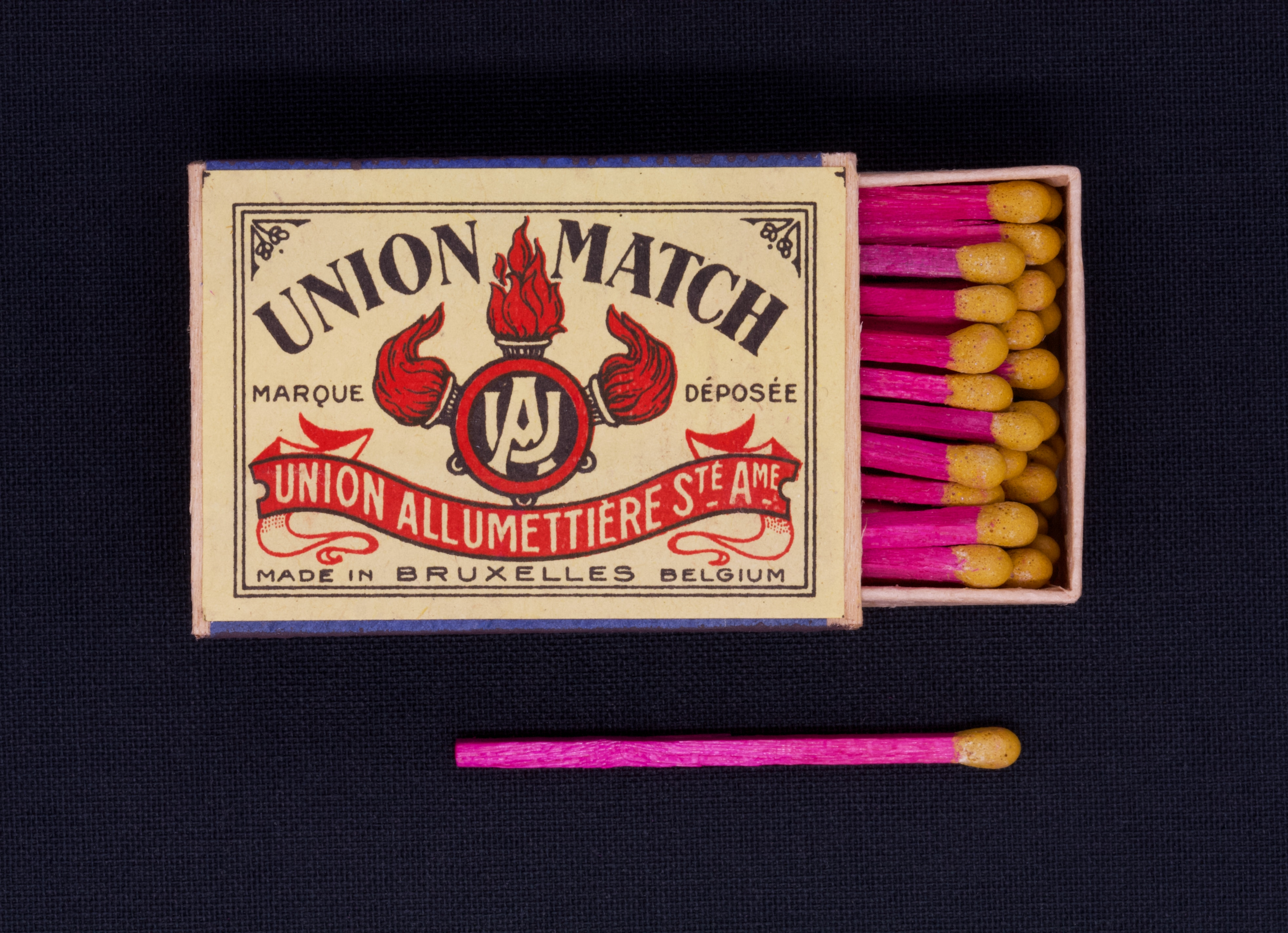
Union Allumettière – Die belgische Groß-Fusion
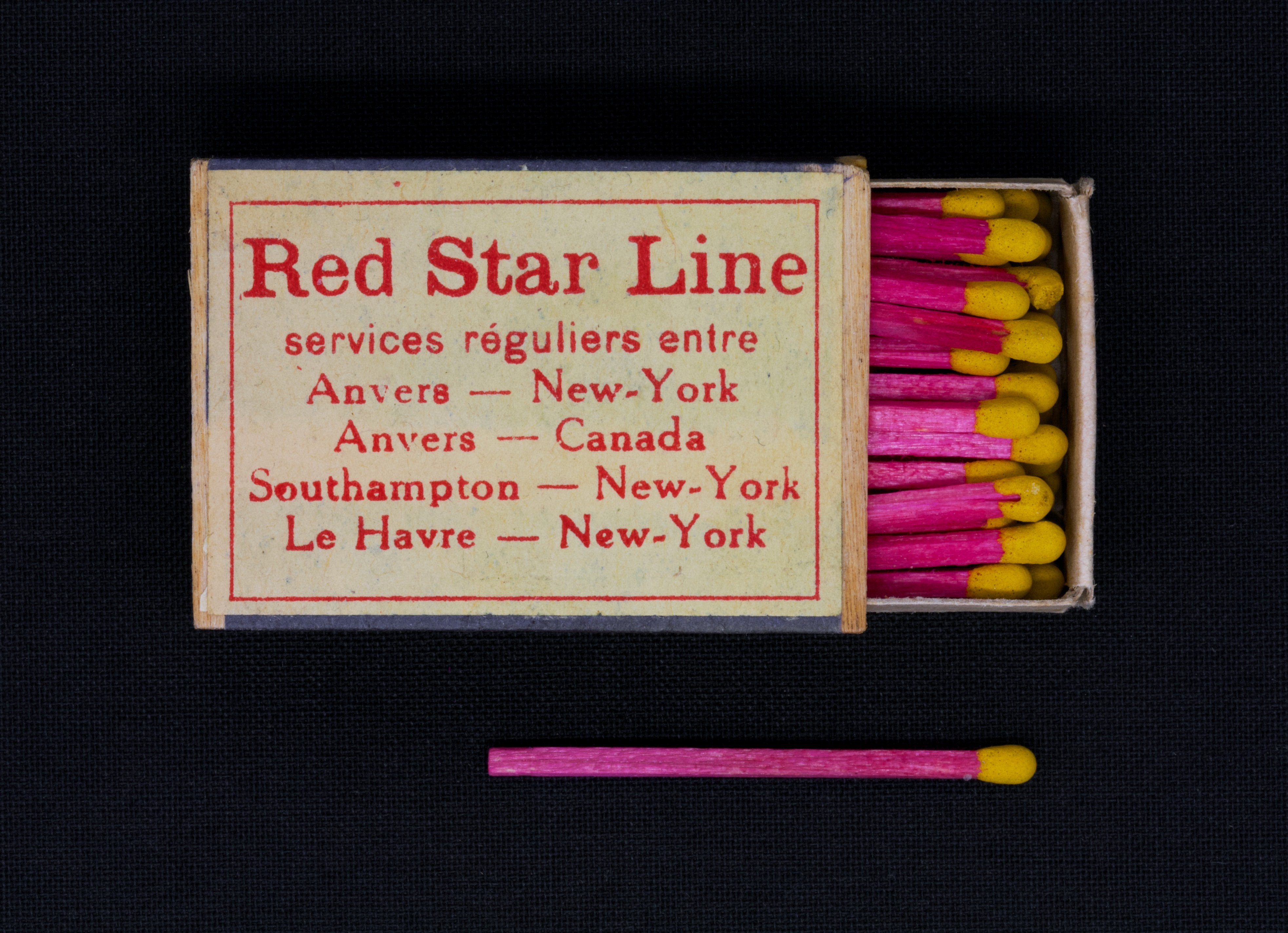
Werbe-Hölzchen der Red Star Line
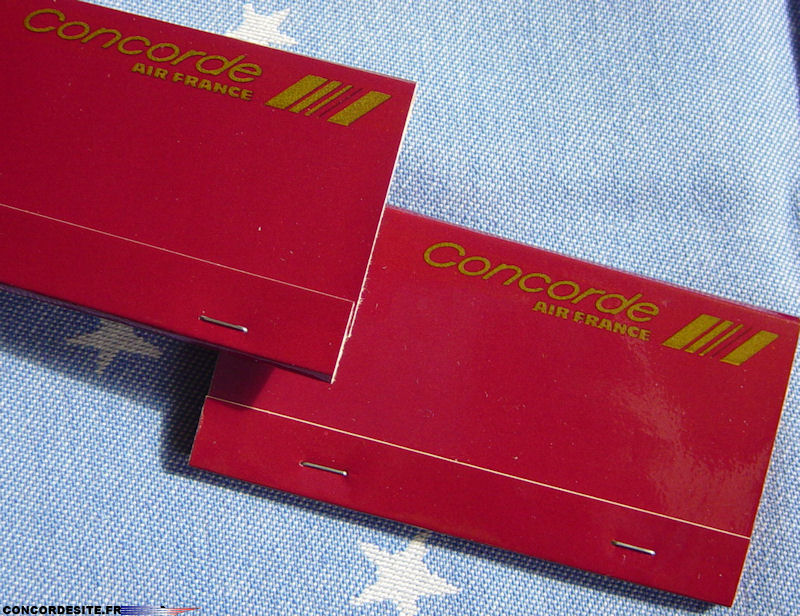
Werbe-Hölzchen der Air France
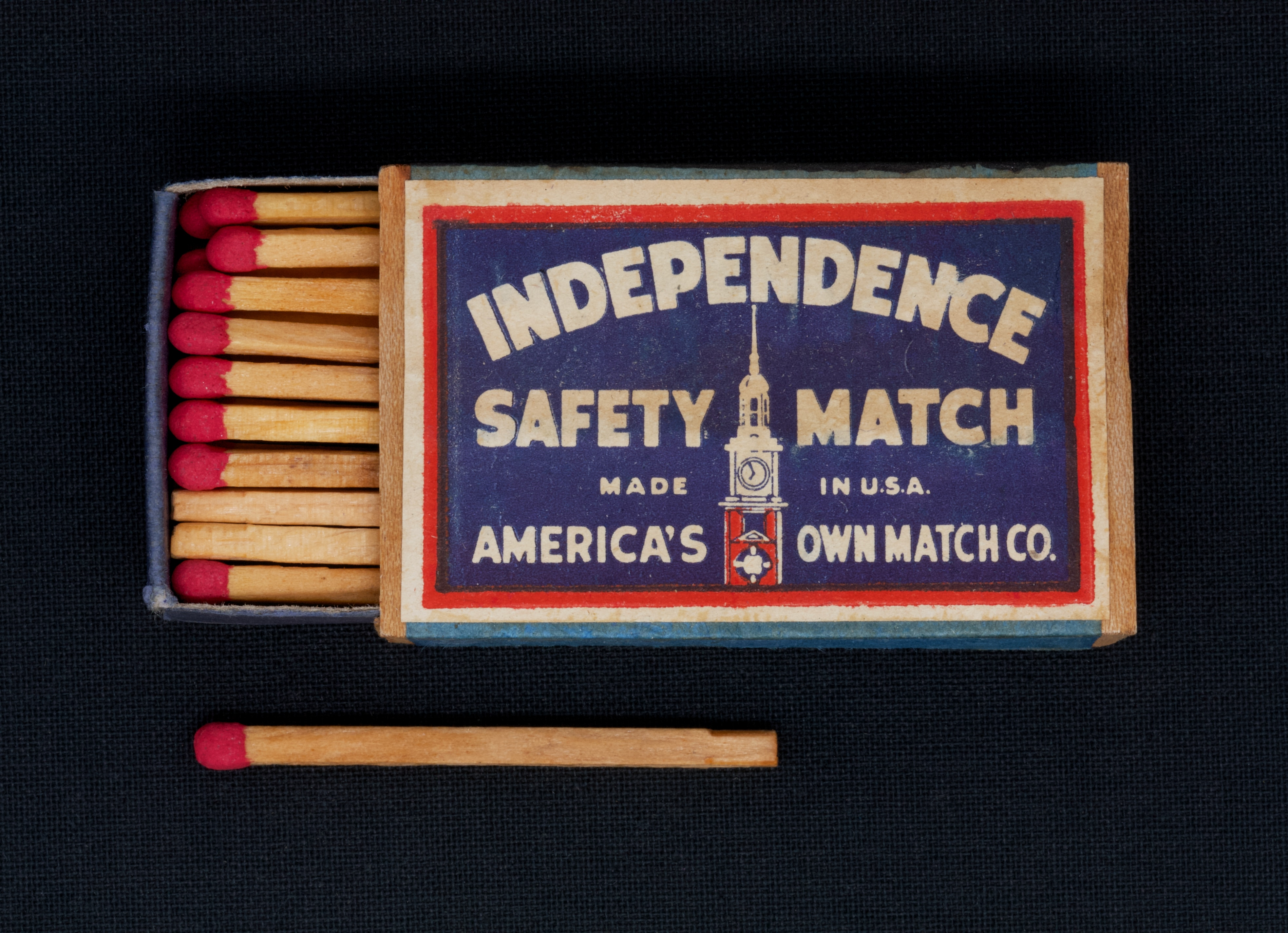
Scheunenfund aus Frankreich, datiert Mai 1943
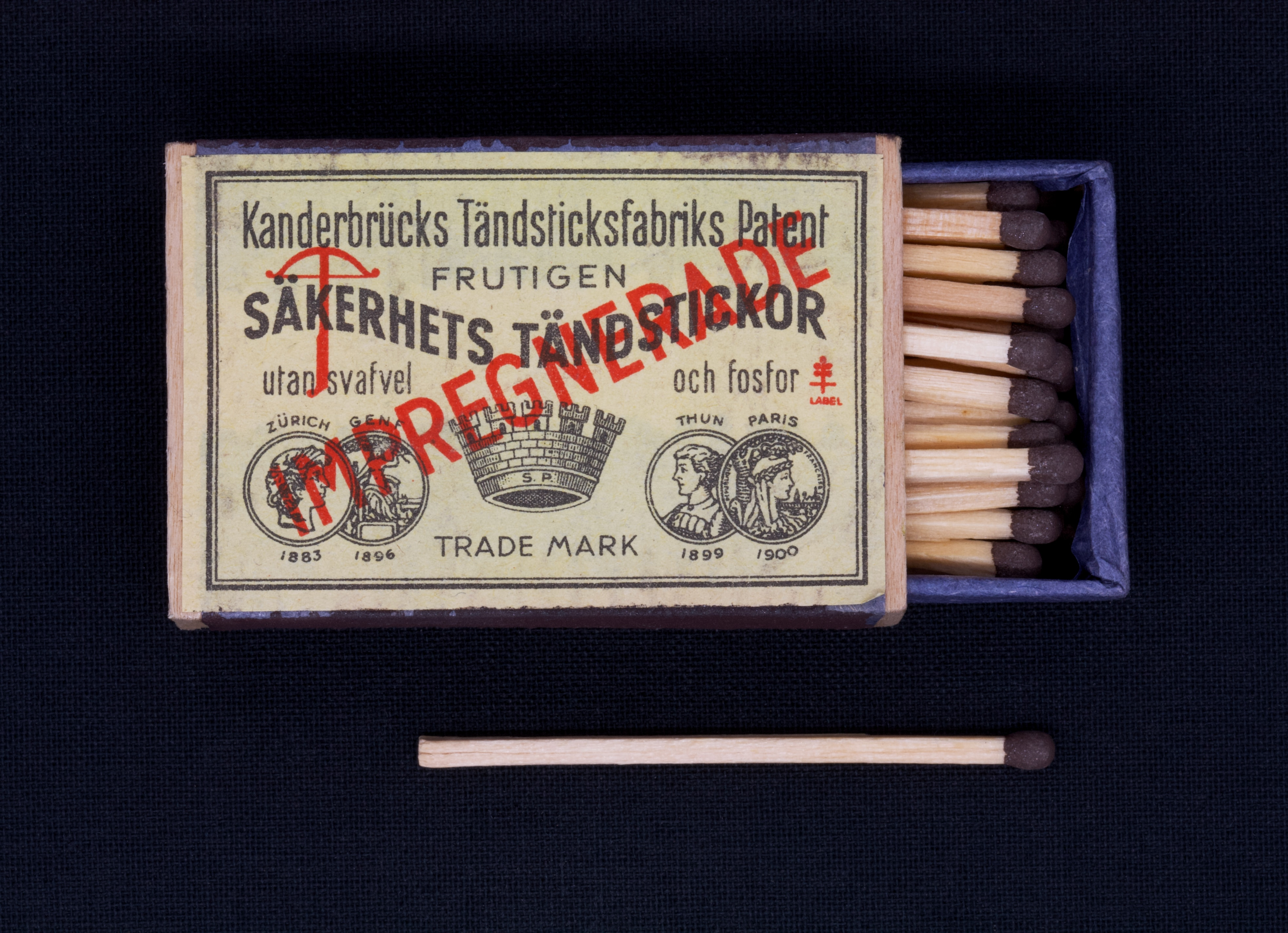
Schwedisches Etikett aus der Schweiz
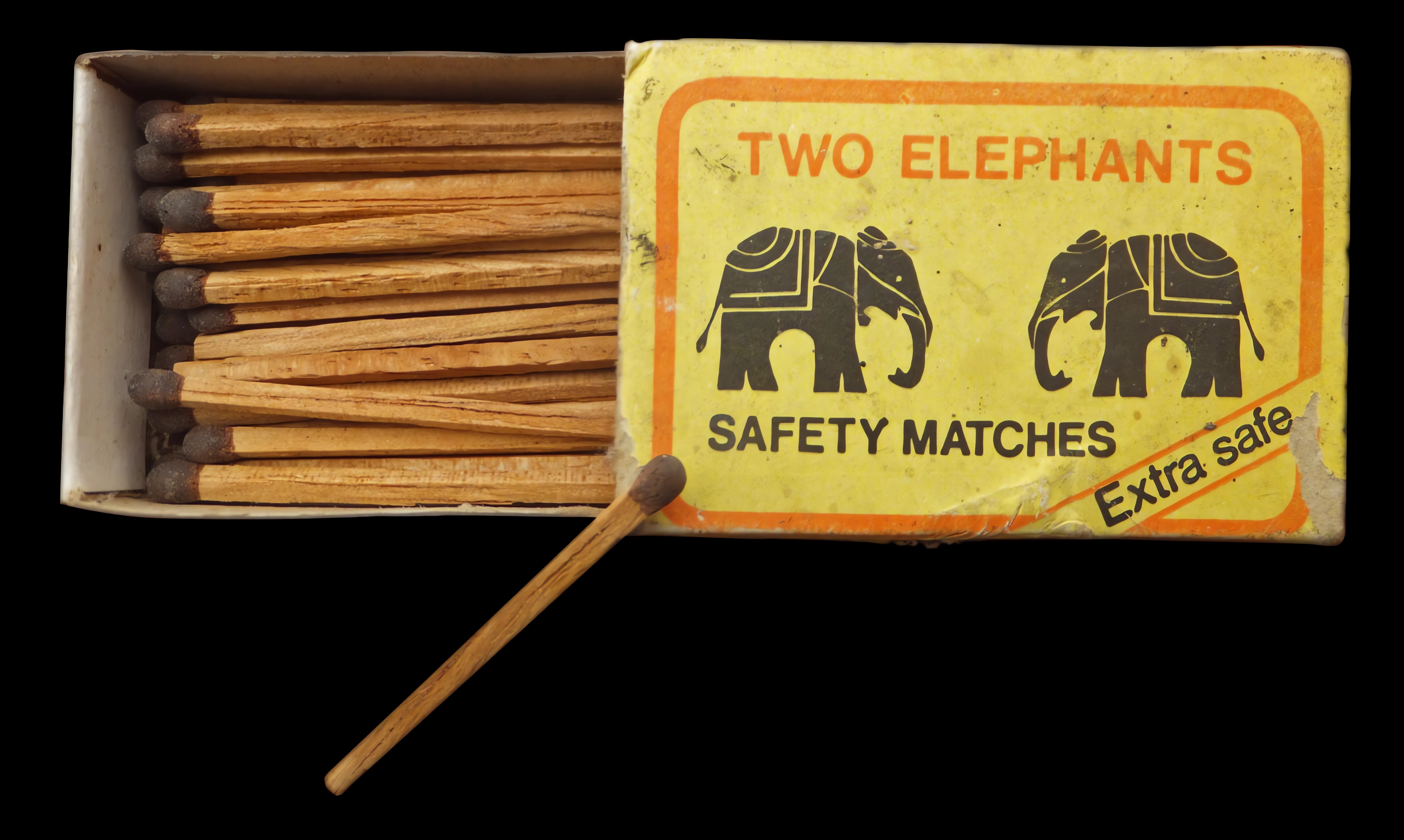
Sicherheitszündhölzer aus Sri Lanka